# Ordre de Saint-Jean de Jérusalem
Pour les articles homonymes, voir Ordre de Saint-Jean de Jérusalem (homonymie) et Ordre de Malte.
Ne doit pas être confondu avec Ordre du Saint-Sépulcre de Jérusalem ou Ordre souverain militaire et hospitalier de Saint-Jean de Jérusalem, de Rhodes et de Malte.
« La Religion » autre nom de l'Ordre principalement dans la marine de l'Ordre. Pour le roman qui évoque l'ordre de Saint-Jean de Jérusalem, voir La Religion (roman).
L’ordre de Saint-Jean de Jérusalem, aussi appelé ordre des Hospitaliers ou encore La Religion (terme principalement utilisé dans la marine de l'Ordre) est un ordre religieux catholique hospitalier et militaire qui a été fondé initialement dans un but hospitalier vers 1080, quelques années avant la première croisade (1095-1099), et qui a existé jusqu’aux environs de l’année 1800. Il est généralement connu, dès le XIIe siècle, sous le nom d’Ordo Hospitalis Sancti Johannis Hierosolymitani.

## Historique
L'origine de l'ordre de Saint-Jean de Jérusalem remonterait à la fin du XIe siècle dans l'établissement des marchands amalfitains à Jérusalem et la création d'hôpitaux, d'abord à Jérusalem, puis en Terre sainte, d'où son nom d'ordre des « Hospitaliers ». À la suite de la dévolution des biens de l'ordre du Temple, il va s'enrichir, posséder des établissements, prieurés et commanderies dans toute l'Europe catholique. À l'instar des Templiers, il assume rapidement une fonction militaire pour défendre les pèlerins qu'il accueille et soigne sur les chemins de Jérusalem, puis pour combattre les Sarrasins aux côtés des Francs de Terre sainte,.
Après l'expulsion des Croisés de Terre sainte (1291), l'Ordre s'installe à Chypre avant de conquérir l'île de Rhodes (1310) et de devenir une puissance maritime pour continuer à être le rempart de la chrétienté contre les Sarrasins. À la suite de la disparition de l'ordre du Temple en 1314, les Hospitaliers reçoivent les biens des Templiers, ce qui fait d'eux l'ordre le plus puissant de la chrétienté.
Expulsé de Rhodes en 1523 par la conquête turque, l'Ordre s'installe à Malte en 1530, dont il est considéré comme le souverain par décision de Charles Quint. Avec sa flotte maritime de guerre, l'Ordre se transforme en une puissance politique qui prend de plus en plus d'importance en Méditerranée centrale jusqu'à la bataille de Lépante (1571) et jusqu'aux premiers traités des royaumes d'Europe avec les Ottomans. Après quoi, il se consacre surtout à des opérations de guerre de course pratiquant des « razzias sans gloire », l'esclavage et faisant des prisonniers dans la guerre de course pour négocier leur rachat,, permettant un développement économique de l'île,,,. Il transforme Malte en magasins d'échanges du commerce méditerranéen avec une quarantaine reconnue dans tous les ports de Méditerranée.
En France, la Révolution va bouleverser un équilibre fragile : l'Ordre sert au commerce français et doit donc être préservé pour cela. Il est d'abord considéré comme une puissance étrangère au sens de l'article 17 du décret de confiscation des biens du clergé et des ordres religieux des 23 et 28 octobre 1790. Le 19 septembre 1792, la Législative décréta l'urgence, l'avant-dernier jour de la session avant la Convention nationale et la veille de Valmy, c'est le décret de Vincens-Plauchut, qui décide de la mise sous séquestre et la vente de tous les biens de l'Ordre.
En 1798, le général Bonaparte sur la route de l'Égypte, prend Malte et expulse le grand maître et les Hospitaliers de l'archipel maltais au nom de la République française,. Le 16 juin, il y abolit également l'esclavage des musulmans, des Juifs et des chrétiens détenus principalement par les Hospitaliers, dont celui des bonnivagli (personnes mises en servitude pour dettes),,. L'Ordre qui s'était placé sous la protection de Paul Ier de Russie, voit une majorité de ses Hospitaliers s'exiler à Saint-Pétersbourg où ils élisent le tzar comme grand maître en 1798.
Mais avec l'abdication du grand-maître Ferdinand de Hompesch en 1799 et la mort de Paul Ier en 1801, s'ouvre pour l'Ordre une période noire qui ira jusqu'à sa chute, son éclatement ou une survivance improbable en ordres concurrents. En plus des ordres historiques issus de la scission protestante comme le très vénérable ordre de Saint-Jean, son principal successeur catholique est l'ordre souverain militaire et hospitalier de Saint-Jean de Jérusalem, de Rhodes et de Malte, fondé officiellement en 1961.

## Historiographie
À la différence des Bénédictins ou des ordres mendiants, les ordres militaires ne se sont intéressés qu'assez tard à leur histoire. À l'origine les textes historiques se limitent à l'obituaire, qui incorpore progressivement à partir du XIVe siècle des détails sur la vie des membres de l'Ordre, mais aussi des développements légendaires. Il a été un temps où les Hospitaliers faisaient remonter leurs origines aux bibliques Maccabées. Il ne faut pas oublier Guillaume de Tyr et ses continuateurs dont les textes publiés au milieu du XVIe siècle sont traduits en italien en 1562. En relatant les croisades, ils peignent aussi une histoire des Hospitaliers.
Les premiers textes à caractère historique émanant des Hospitaliers sont l’œuvre de Guillermo de Santo Stefano (en), commandeur de Chypre. Il est le premier à faire une recension des textes législatifs de l'Ordre et vers 1303, il entreprend une compilation qui regroupe la règle et les statuts de l'Ordre, une chronologie des grands maîtres, un recueil des décisions disciplinaires, les Miracula et une étude critique sur les origines de l'Hôpital, l’Exordium Hospitalis.
Confronté à des critiques extérieures, ou plus simplement pour valoriser ses actions et encourager les donations, l'ordre de Saint-Jean de Jérusalem va susciter des annales. Au milieu du XVe siècle, Melchiore Bandini, chancelier de l'Hôpital, est l'auteur d'un ouvrage perdu depuis, mais dont, au XVIe siècle, Giacomo Bosio (1544-1617) a encore la mémoire.
La Descriptio obsidionis Rhodie urbis de Guillaume Caoursin, est un texte au service de la propagande de l'Ordre ; il connaît un grand succès et les éditions et traductions se multiplient entre 1480 et 1483.
Un document intéressant pour l'histoire des ordres militaires est un texte écrit vers la fin du XVe siècle par un frère de l'ordre Teutonique, la Chronik der vier Orden von Jerusalem. Cette chronique met en lumière, dans sa première partie, l'origine hiérosolymitaine des ordres militaires ainsi que des chanoines du Saint-Sépulcre. Si l'origine des Teutoniques et des Chanoines est quelque peu anticipée, celle des Templiers et des Hospitaliers est relativement bien cernée.
Heindrich Pantaleon (de) (1522-1595) publie, à Bâle en 1581, une première histoire basée sur les archives de l'Ordre : Militaris ordinis Johannitorum, Rhodiorum aut Melitensium equitum rerum memorabilium […] pro republica christiana […] gestarum ad praesentem usque 1581 annum. Mais l’œuvre majeure de cette période est l’Istoria della sacra Religione et illustrissima militia de San Giovanni Gerosolimitano que Bosio publie en trois volumes à Rome entre 1594 et 1602. L’Istoria de Bosio est traduite en français et complétée par un frère de l'Ordre, Anne de Naberat, publiée en 1629 à la demande du grand maître Alof de Wignacourt. Bosio et Nabérat font un récit narratif et clairement réclamé comme hagiographique. Malgré cela, ce texte est d'une grande valeur historique, Bosio s'appuie sur des sources incontestables.
En 1726 parait l’œuvre de l'abbé de Vertot. Il a, précédemment à l'écriture, fait la recension de toutes les sources alors disponibles. S'il doit à Giacomo Bosio, il utilise les sources regroupées par François Pithou (1544-1624), par Jacques Bongars, Jacques de Vitry, Marin Sanudo, mais aussi Guillaume de Tyr, Heindrich Pantaleon (de), Bosio et son continuateur Bartolomeo dal Pozzo (it).
Avec Joseph Delaville Le Roulx, l'histoire des Hospitaliers se veut plus scientifique. Il fait un énorme travail de documentation : il publie en quatre volumes entre 1894 et 1906 près de 5 000 documents ayant trait aux deux premiers siècles de l'histoire de l'Ordre, Cartulaire général de l'ordre des Hospitaliers de Saint-Jean de Jérusalem (1100-1310). Ses deux volumes Les Hospitaliers en Terre sainte et à Chypre, publié en 1904, et Les Hospitaliers à Rhodes jusqu'à la mort de Philibert de Naillac, publié en 1913, se présentent comme un travail érudit et de qualité.
Le XXe siècle voit l'explosion d'une histoire parcellaire faite de monographies très spécialisées et/ou circonscrites localement ou temporellement. Il faut attendre le travail de synthèse de Jonathan Riley-Smith avec The Knights of St John in Jérusalem and Cyprius (1150-1310) publié en 1967 pour voir apparaître un nouveau travail historique sur les Hospitaliers : Riley-Smith avec Hospitalers, The History of the Order of St John en 1999 ou Helen Nicholson (en) avec The Knights Hospitaller en 2001. En dépit des sources existantes à Malte, sources souvent inédites, restent quand même des lacunes pour la période rhodienne, malgré les nombreux articles définitifs d'Anthony Luttrell (en) regroupés en cinq volumes The Hospitallers in Cyprius, Rhodes, Greece and the West, 1291-1440 (1978), Latin Greece, the Hospitallers and the Crusades, 1291-1440 (1982), The Hopitallers of Rhodes and their Mediterranean World (1992), The Hospitaller State on Rhodes and in Western Provinces (1999) et Studies on the Hospitallers after 1306. Rhodes and the West (2007).
de l'activité religieuse ou politique de l'Ordre ou avec le recueil d'articles de Victor Mallia-Milanes dans Hospitaller Malta, 1530-1798 (1993). L'importance de l'esclavage dans le système économique hospitalier a longtemps été minimisée voire occultée par les historiens,. De nombreux travaux récents, en particulier de chercheurs français, permettent de lui redonner toute son importance dans l'histoire de l'ordre de Saint-Jean de Jérusalem à Malte, notamment à travers les travaux d'Anne Brogini.
Au XXIe siècle, s'ouvre avec le travail de Judith Bronstein (en) The Hospitallers and the Holy Land. Financing the Latin East, 1187-1274 (2005) un champ d'études encore largement ignoré : les aspects économiques de l'Ordre qui « pratiquait la banque et l'usure », et qui devait financer ses activités sur « le front » par ses ressources financières et ses activités terriennes « à l'arrière » pour reprendre les expressions d'Alain Demurger. Il est aussi possible de citer sur ce sujet l'étude d'Alain Blondy L'Ordre de Malte au XVIIIe siècle, Des dernières splendeurs à la ruine (2002) où est introduit la notion d'éclatement de l'Ordre. D'autres champs d'études sont aussi récemment abordés comme ceux de l'activité sociale des frères de l'Ordre avec Carmen Depasquale La vie intellectuelle et culturelles des chevaliers français à Malte au XVIIe siècle (2010) ou, plus généralement, Alain Blondy Parfum de Cour, gourmandise de rois. Le commerce des oranges entre Malte et la France au XVIIIe siècle (2003), ou encore Thomas Freller Malta, The Order of St John (2010). Enfin, le travail d'un universitaire, Alain Demurger, qui s'était intéressé jusque là aux Templiers, et qui jette un regard moderne sur l'Ordre à son origine avec Les Hospitaliers. De Jérusalem à Rhodes. 1050-1317 (2013). Il cite dans sa préface ses trois inspirateurs, Joseph Delaville Le Roulx, Jonathan Riley-Smith et un auteur peu cité Alain Beltjens qui a pourtant produit une œuvre mais à compte d'auteur Aux origines de l'ordre de Malte. De la fondation de l'Hôpital de Jérusalem à sa transformation en ordre militaire. (1995).
On ne peut terminer sans citer la somme académique que représente le dictionnaire Prier et Combattre. Dictionnaire européen des ordres militaires au Moyen Âge sous la direction de Nicole Bériou et Philippe Josserand qui regroupe la contribution de près de 240 collaborateurs et auteurs de 25 pays au travers de 1 128 entrées, travail de plus de cinq années et dont la majeure partie concerne l'Ordre.

## Appellations de l'Ordre et nom de ses membres
S'il est une chose difficile à déterminer, c'est le nom de cet Ordre. Comme le signale Alain Demurger dans l'avant-propos de son livre sur les Hospitaliers : « On trouve souvent utilisée, dans les titres des ouvrages [et pas seulement dans les ouvrages anciens] consacrés à l'histoire de l'ordre de l’Hôpital, l'expression de « chevaliers hospitaliers », de « chevaliers de l'Hôpital » ou de « chevaliers de Saint-Jean » […]. Cette expression n'est pas conforme à la réalité et à l'histoire des premiers siècles de l'Ordre ». Si l'expression de chevalier est apparue dès l'origine dans le nom de l'ordre du Temple, ce n'est pas le cas pour l'ordre de l'Hôpital ; ses membres étaient et seront toujours des « frères » éventuellement des « frères chevaliers ». L'ordre de l'Hôpital était avant tout un ordre hospitalier, le premier et le dernier ordre hospitalier. Son couvent s'appelait Ordo Hospitalis Sancti Johannis Hierosolymitani la « sainte maison de l'Hôpital de Saint-Jean de Jérusalem » et la titulature du supérieur de l'ordre : l'« Humble maître de la sainte maison de l'Hôpital de Jérusalem et gardien des pauvres du Christ ».
Dans les sources primaires, à Malte où se trouve la partie des archives la plus importante, mais aussi partout ailleurs où l'Ordre avait des intérêts, dans tous les textes de l'Ordre, émis, reçus ou envoyés, et qui nous sont parvenus, les appellations de l'Ordre ne sont pas fixées : La Religion, L'Hospital, Hospitaliers de Saint-Jean de Jérusalem, ordre de l'Hôpital, ordre des Hospitaliers, ordre des Hospitaliers de Saint-Jean, ordre des Hospitaliers de Saint Jean de Jérusalem, ordre des chevaliers hospitaliers, ordres des chevaliers de Rhodes, ordre des chevaliers de Malte, ordre de Saint-Jean, ordre de Saint-Jean de Jérusalem, etc. Et cela dans toutes les langues pratiquées par l'Ordre, en latin ou en langues vulgaires comme le français, l'italien, l'espagnol, l'allemand, l'anglais, etc.
Toutes ces appellations étaient aux yeux de leurs auteurs suffisantes dès qu'il ne pouvait pas y avoir confusion avec d'autres ordres. S'il est des textes qui doivent recevoir une attention particulière, ce sont les règles de l'Ordre, statuts, usances et esgards car ces documents ont la volonté de produire un effet normatif. Mais là encore c'est la diversité qui règne. Ayant perdu Jérusalem et s'installant là où il voulait ou là où il pouvait, l'Ordre ne changera pas de nom, il sera toujours « de Jérusalem ».
Les sources secondaires suivent la même diversité d'expressions, ce n'est que ces dernières années, avec la renaissances des études historiques sur les ordres hospitaliers et/ou militaires que l'on voit se détacher un consensus entre les auteurs. Il semble que la synthèse de Jurgen Sarnowsky de 2009 prévaut avec deux expressions : « ordre de l’Hôpital » et « ordre de Saint-Jean de Jérusalem »,. « L'Hôpital » ou « L'Hospital » a aussi ses représentants,. Une expression ancienne survit dans un secteur de l'activité de l'Ordre, la marine, où l'expression « La Religion » est courante.
Pour les noms des membres de l'Ordre, cela paraît plus consensuel avec l'expression « Hospitaliers » qui a tendance à prendre la place de « frère » ou « frère hospitalier » ou de sa version ancienne « Fra' ». Pour les chevaliers, les expressions de « chevalier de l'Hôpital » ou « chevalier hospitalier », avec leurs variantes « chevalier de Rhodes » et « chevalier de Malte », existent, même si Demurger les conteste.

## Histoire de l'Ordre

### En Terre sainte

#### Avant les croisades

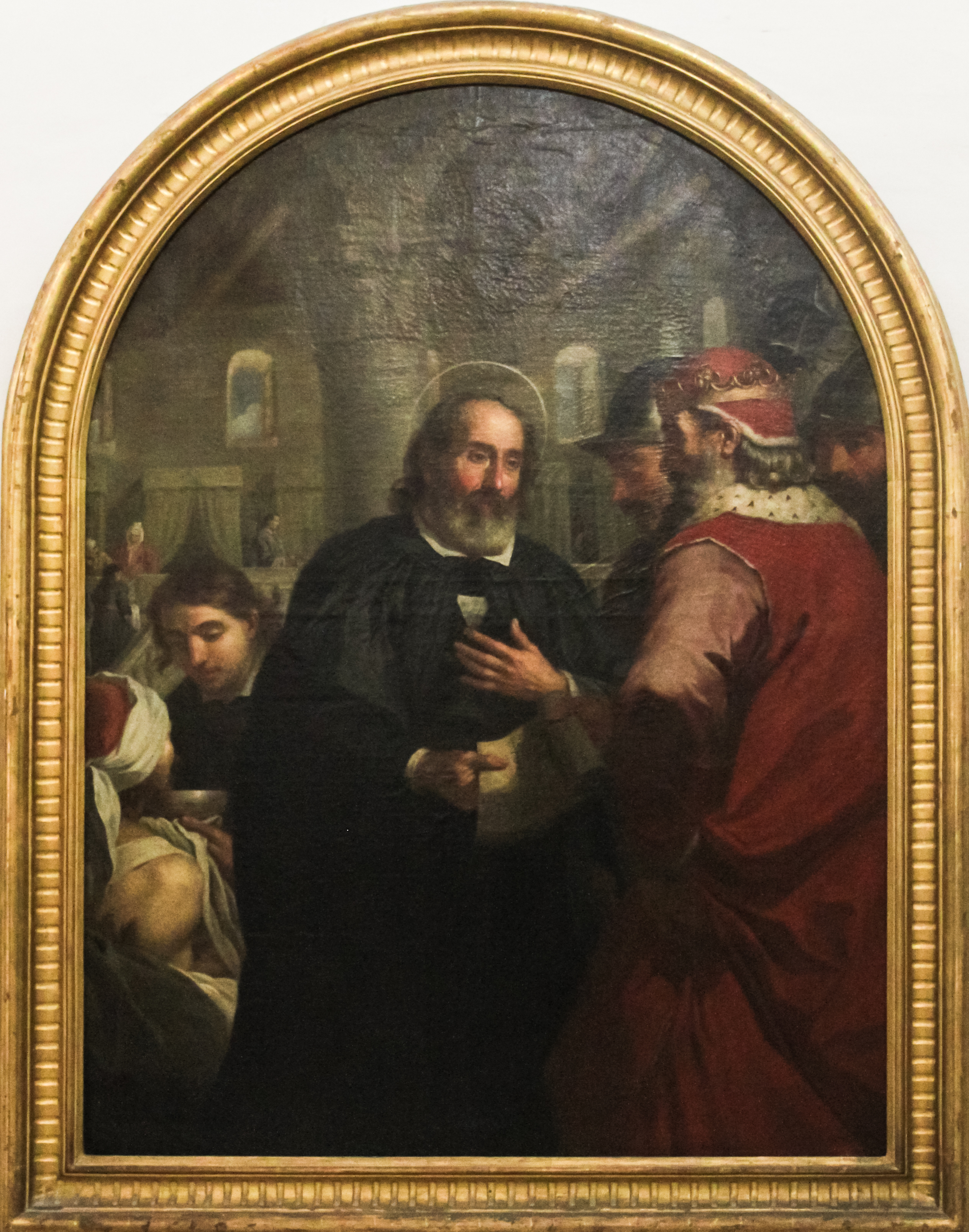
Frère Gérard reçoit Godefroy de Bouillon, par Antoine Favray.

Au XIe siècle, Jérusalem se trouve sous la domination musulmane des Fatimides du Caire, mais les chrétiens peuvent y venir en pèlerinage et des établissements chrétiens y sont présents.
L’origine de l'Ordre est le monastère bénédictin de Sainte-Marie-Latine, fondé à Jérusalem au milieu du XIe siècle par des marchands amalfitains, auquel s'ajoute un peu plus tard le monastère féminin de Sainte-Marie-Madeleine ; chacun d'eux est pourvu d'un xenodochium, un hospice ou une hostellerie, dont le rôle est d’accueillir et de soigner les chrétiens accomplissant un pèlerinage en Terre sainte. L'administration des deux hospices est aux mains de convers, frère Gérard et de sœur Agnès.
Dans les années 1070, Gérard, peut-être pour prendre des distances avec les Amalfitains, décide de créer un troisième hospice, dédié dans un premier temps à saint Jean l'Aumônier avant d'être sous le patronage de saint Jean le Baptiste.
En 1078-1079, la ville est prise par les Turcs seldjoukides qui ont en général une attitude très hostile envers les chrétiens (ils sont du reste la cause de la première croisade) ; les hospices de frère Gérard et sœur Agnès réussissent cependant à passer cette période avec le retour des Fatimides en 1098 et qui prend fin avec la prise de Jérusalem par les Croisés en 1099.

#### Fondation (1113)

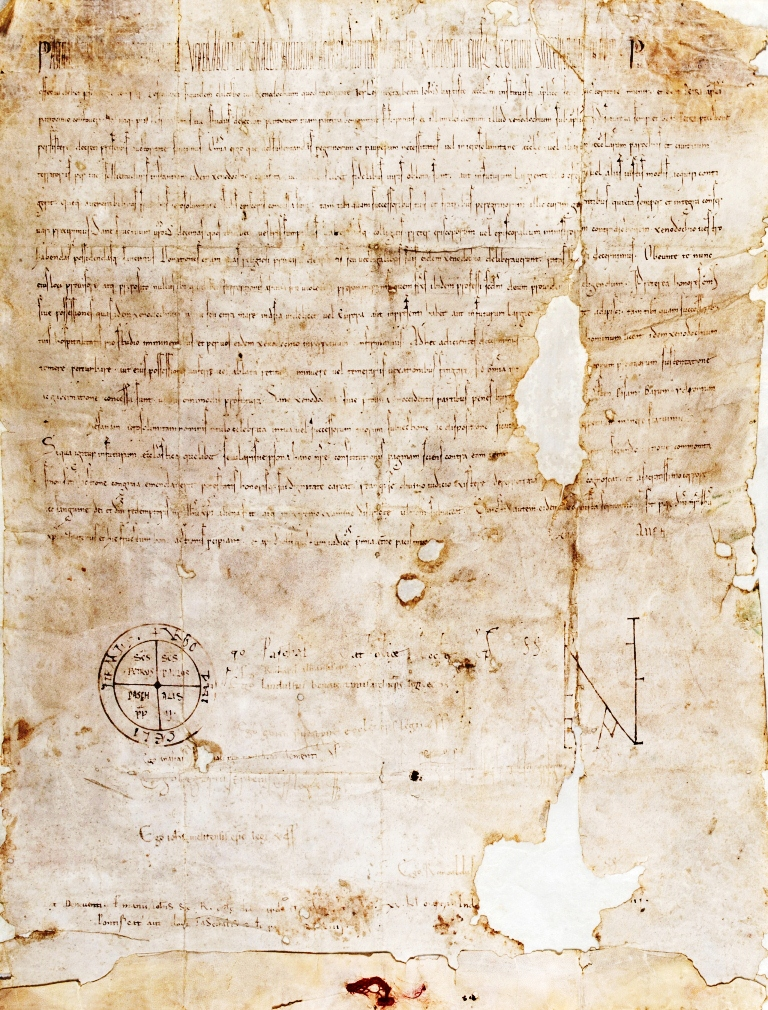
Bulle pontificale conservée à la Bibliothèque nationale de Malte.

À la suite de la première croisade en 1099, la Terre sainte passe sous domination chrétienne, Jérusalem devenant le centre du royaume de Jérusalem, le principal des états latins d'Orient.
Frère Gérard demande que son hospice soit reconnu comme autonome par rapport aux couvents bénédictins. Le pape Pascal II promulgue une bulle Pie postulatio voluntatis en ce sens le 15 février 1113, en faisant de cet hôpital, « L'Hospital », une institution, une sorte de congrégation, sous la tutelle et protection exclusive du pape.
Gérard est reconnu comme chef de cette congrégation et le pape précise dès le départ qu'à la mort de ce dernier, les membres de l'Ordre choisiront eux-mêmes son successeur.

#### Structuration de l'Ordre (XIIesiècle)

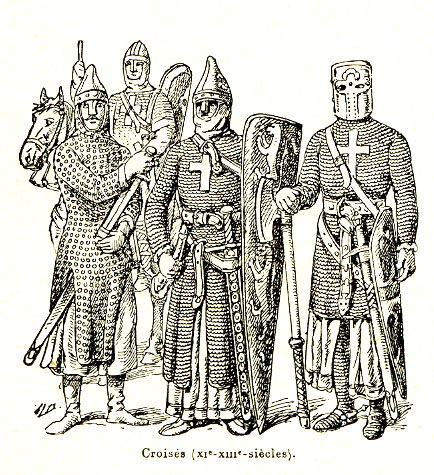
Croisés.

En 1123, Raymond du Puy aurait succédé à un ou deux frères intérimaires qui ont dirigé l'Ordre après le décès de frère Gérard, dote les Hospitaliers d'une règle reposant sur celles de saint Augustin et de saint Benoît. Cette règle organise l'Ordre en trois fonctions, les frères moines et clercs, les frères laïcs et les frères convers qui tous doivent les soins aux malades.
« C'est la convergence entre la mise en place des premières structures administratives régionales et l'élaboration de la règle par le maître Raymond du Puy et son approbation par le pape Eugène III au milieu du XIIe siècle qui permet de dire que, alors et alors seulement, L'Hospital est devenu un ordre ».
Le 21 octobre 1154, une catégorie de frères prêtres ou chapelains est établie, accordée par le pape Anastase IV ; le personnel soignant, médecins et chirurgiens, est officialisé dans les statuts de Roger de Moulins du 14 mars 1182 ainsi que les frères d'armes, qui apparaissent pour la première fois dans un texte. Selon Alain Demurger, « c'est à cette date donc que l'Ordre est devenu, en droit, un ordre religieux-militaire ».
Sous Alphonse de Portugal en 1205, ils sont répartis en frères prêtres ou chapelains, frères chevaliers et frères servants (« servant d’armes et servants de services ou d’office »). Cette organisation en trois classes restera celle des Hospitaliers. Alain Demurger estime cependant qu'il existait une catégorisation plus fonctionnelle que sociale : « frères d’armes, frères d’office, frères prêtres », mais en fait c'était la même chose sous des noms différents ; les frères d'armes étaient les chevaliers, les frères d'office étaient les frères servants, et les frères prêtres étaient les prêtres ou chapelains.

#### Rôle des Hospitaliers en Terre Sainte
Leur rôle est avant tout d'être un ordre hospitalier, ils construisent un hôpital à Jérusalem et à Saint-Jean-d'Acre mais comme les Templiers ou les Teutoniques, les Hospitaliers jouent un rôle de premier plan sur l'échiquier politique du royaume de Jérusalem. En 1136, ils reçoivent de Foulques Ier, roi de Jérusalem, la garde de la forteresse de Gibelin, en 1140, construit la forteresse de Margat et acheté celle de Belvoir. Ils possèdent d'autres forteresses comme Le Sarc, Chastel Rouge, Gibelacar, Belmont et d'autres encore. Ils fortifient Jérusalem, Saint-Jean-d'Acre, Tortosa et Antioche. En 1142/1144, Raymond II, comte de Tripoli, leur donne le Krak des Chevaliers qui défend la trouée d'Homs sur la plaine de la Boquée. Elle avait été prise à l'émir d'Homs par Raymond de Saint-Gilles en 1099 sur le chemin de Jérusalem. Leur structure militaire et leurs places fortes font de l'Ordre une puissance armée de plus en plus importante, qui n'hésite pas le cas échéant à s'immiscer dans la conduite du royaume de Jérusalem.
En fait, l'ordre des Hospitaliers n'est devenu, dans ses textes normatifs, un ordre militaire que le 14 mars 1182 avec le statut de Roger de Moulins même si avant cette date il payait sur ses deniers déjà des militaires comme le reconnait la bulle Quam amabilis Deo (bg) datée de 1139/1143.

#### De Jérusalem à Saint-Jean d'Acre et Chypre (1187-1291)

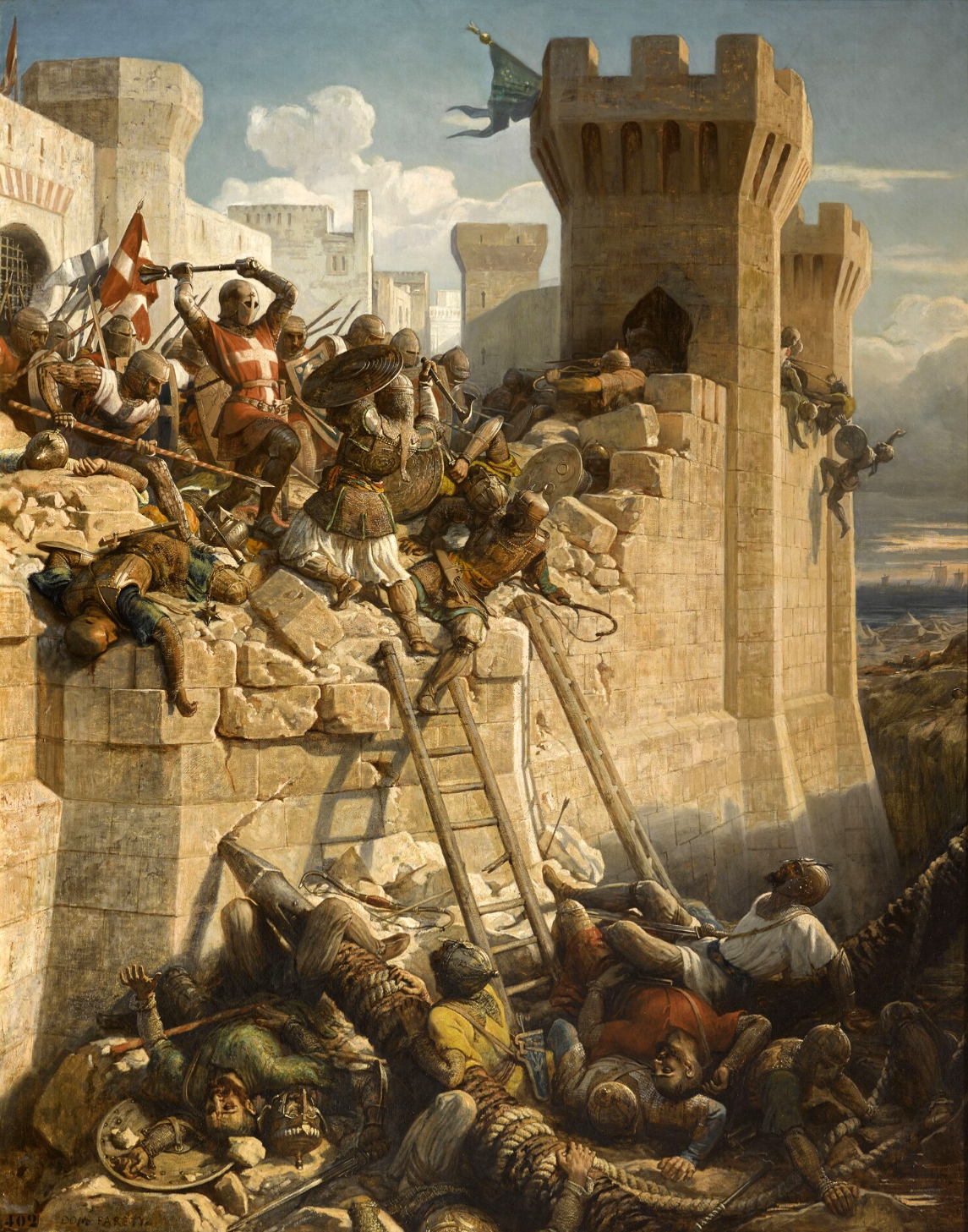
Le siège de Saint-Jean-d'Acre (1291) par Dominique Papety.

L'Ordre suit les vicissitudes des États latins d'Orient en Terre sainte et leur recul progressif vers la côte.
En 1187, Saladin prend définitivement Jérusalem et les Hospitaliers s'installent à Saint-Jean-d'Acre. Un siècle plus tard, le 28 mai 1291, les croisés perdent Saint-Jean-d'Acre à l'issue d'une bataille durant laquelle le grand maître de l'Ordre, Jean de Villiers, est grièvement blessé. Les Templiers et les Hospitaliers, avec les dernières forces latines, sont obligés de quitter la Terre sainte.
Les Hospitaliers s'installent alors à Chypre.

### À Chypre et à Rhodes

#### Chypre: la réorganisation de l'Ordre
L'Ordre se replie à Chypre dont le roi, Henri II de Lusignan, aussi roi de Jérusalem en titre, voit d'un mauvais œil une organisation aussi puissante s'installer dans son royaume.
En 1301, en reprenant une proposition de réorganisation de l'Ordre faite au pape Boniface VIII, le 12 août 1295, le grand maître, Guillaume de Villaret, dote l'Ordre d'une structure élaborée pour ses possessions en Occident. Le chapitre de Montpellier, tenu en 1327 par Hélion de Villeneuve, confirme la création des langues. Les Hospitaliers sont répartis en fonction de leur origine en huit groupes appelés « langues » : Provence, d'Auvergne, de France, d'Aragon, de Castille, d'Italie, d'Angleterre, d'Allemagne. Chaque langue élit à sa tête un bailli conventuel, appelé « pilier ».
En 1306, le pape Clément V autorise les Hospitaliers à armer des navires sans demander l'autorisation du roi de Chypre. Les Hospitaliers développent la grande flotte qui fait leur réputation et qui, associée à leur organisation, exemplaire pour l'époque, leur permet de tirer un grand profit de leurs possessions en Occident, cela les autorisant à entretenir l'espoir d'une reconquête de la Terre sainte.

#### Rhodes: souveraineté et richesse

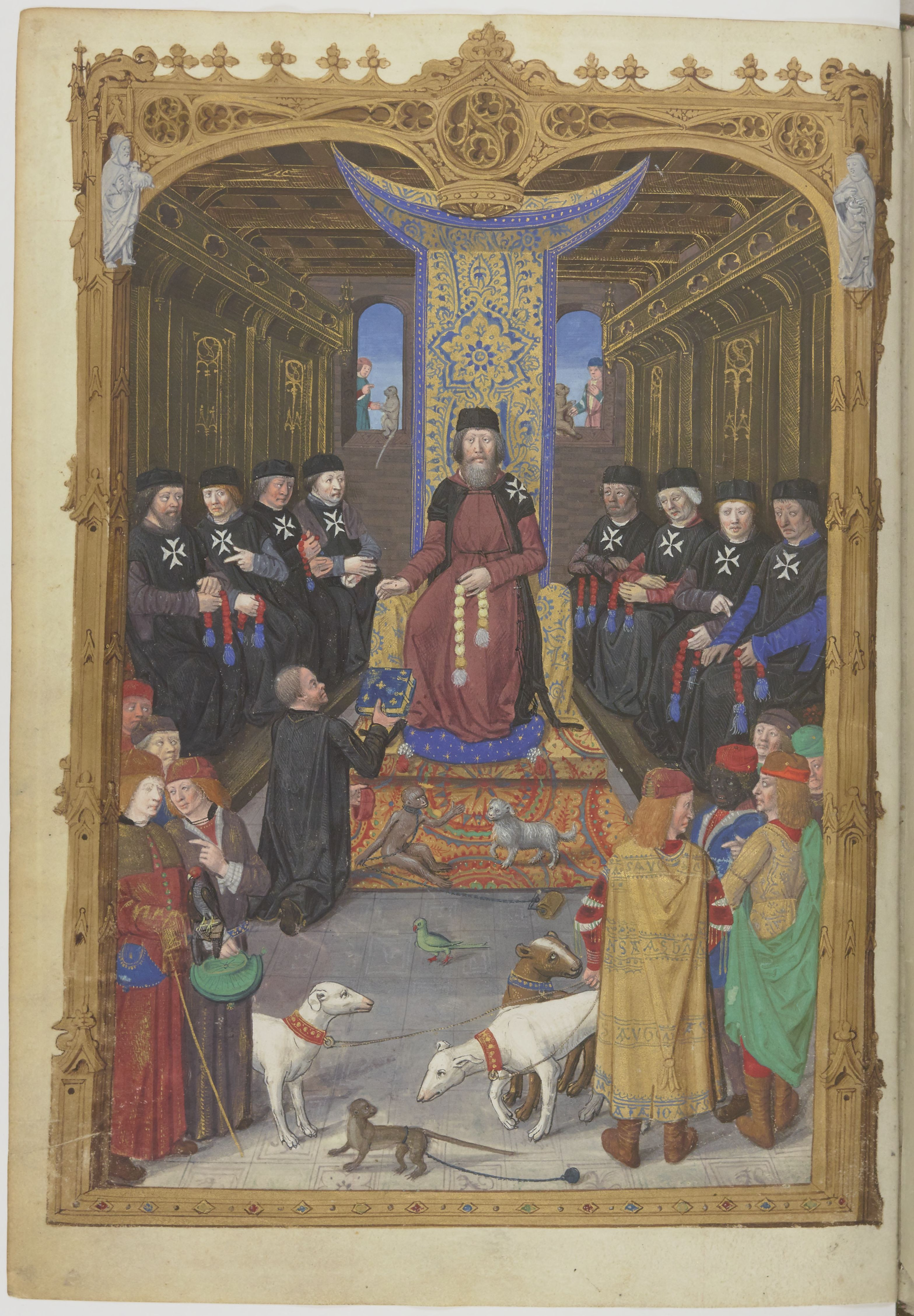
Guillaume Caoursin remet son livre à Pierre d'Aubusson.

À partir de 1307, l’Ordre, dont la rivalité avec le roi de Chypre ne cesse de croître, se lance dans la conquête de l’île de Rhodes, alors sous souveraineté byzantine. En 1307, Foulques de Villaret se rend sur la demande de Clément V à Poitiers. Le pape revient sur la problématique de la croisade mais Foulque propose un « passage » limité pour s'assurer de solides points d'appui avant un « grand passage ». Rhodes est conquise en 1310 et devient le nouveau siège de l'Ordre. Le « passage particulier » organisé par le pape et Villaret a au moins servi pour en finir avec Rhodes.
En 1311, ils renouent avec leurs origines en créant le premier hôpital de l'île de Rhodes.
Le 2 mai 1312, la bulle pontificale Ad providam transfère les biens des Templiers aux Hospitaliers, à l'exception de leurs possessions dans la Couronne d'Aragon et Couronne de Castille (part de l'actuelle Espagne) et du Portugal, où deux ordres naissent des cendres de l’ordre du Temple, l’ordre de Montesa et l’ordre du Christ.
Par ailleurs, l’ordre des Hospitaliers transforme son action militaire en guerre de course. La « pratique de la pauvreté personnelle s’était profondément altérée par rapport aux premiers temps de l’Hôpital » ; la vie des Hospitaliers « au couvent était loin d’être ascétique mais à leur mort, leurs biens revenaient à l’Ordre » quand ils ne les avaient pas offerts à leurs proches. Signe d'un enrichissement des Hospitaliers en même temps que d'une conquête de souveraineté, l'Ordre se met à battre monnaie à l'effigie de ses grands maîtres.

#### Menaces musulmanes

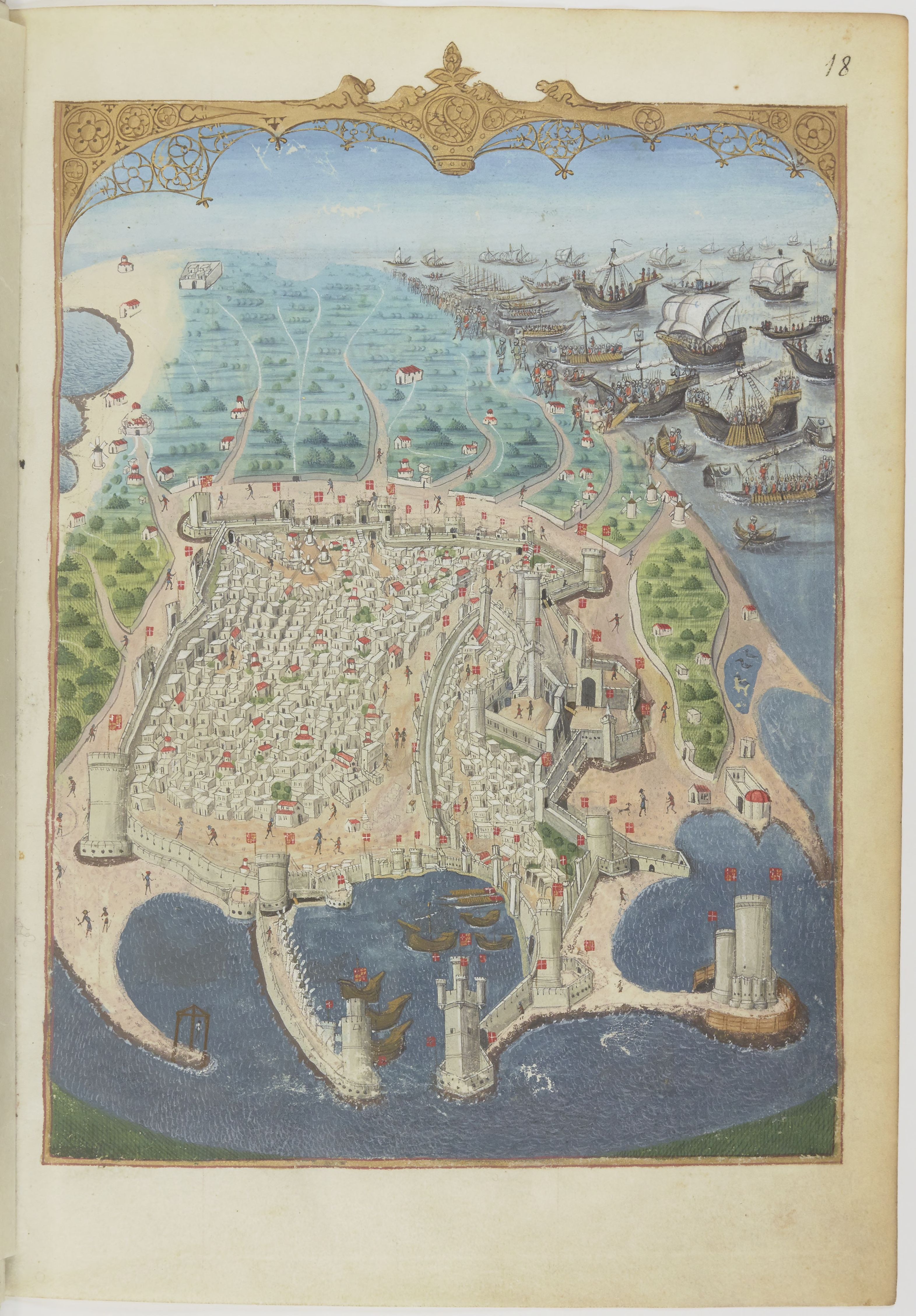
Siège de Rhodes en 1480. Miniature du maître du Cardinal de Bourbon, tirée du Gestorum Rhodie obsidionis commentarii de Guillaume Caoursin, BNF.

Au cours du XIVe siècle, pendant que les Hospitaliers exercent un contrôle maritime sur la mer Égée, la dynastie ottomane conquiert peu à peu les territoires riverains. En 1396, une croisade soutenue par l'Ordre essuie un échec sanglant à Nicopolis. Après cet échec, tout espoir de reconquête des lieux saints est définitivement perdu.
En 1440 et en 1444, l'île de Rhodes est assiégée par le sultan d'Égypte ; ces deux attaques sont repoussées. En 1453, le sultan ottoman Mehmed II s'empare de Constantinople ; le grand maître Jean de Lastic se prépare à un nouveau siège. Ce dernier a lieu beaucoup plus tard, en 1480 ; le grand maître Pierre d'Aubusson repousse les assauts des troupes du pacha Misach, ancien prince byzantin converti à l'Islam. Il assiège la ville avec 10 à 15 000 hommes pour Housley, pas plus de 20 000 pour Nossov, ou jusqu'à 70 000 hommes selon d'Aubusson, dont ou avec 3 000 janissaires.

#### Chute de Rhodes (1522)
Le siège décisif a lieu en 1522. Le sultan Soliman le Magnifique assiège pendant cinq mois la ville de Rhodes. Philippe de Villiers de L'Isle-Adam, élu l'année précédente contre son rival, le grand prieur de Castille-Portugal, André d'Amaral (pt), qui sera, le 8 novembre, exécuté malgré son silence obstiné, un de ses serviteurs étant surpris en train d'envoyer un message au camp turc, il avoue sous la torture avoir agi sur l'ordre de son maître. Impressionné par la résistance héroïque du grand maître, Soliman accorde libre passage aux Hospitaliers, aux chevaliers rescapés et à nombre de Rhodiens. Emportant dans trente navires leur trésor, leurs archives et leurs reliques, dont la précieuse icône de la Vierge de Philerme, les Hospitaliers quittent définitivement la Méditerranée orientale le 1er janvier 1523.

### À Malte

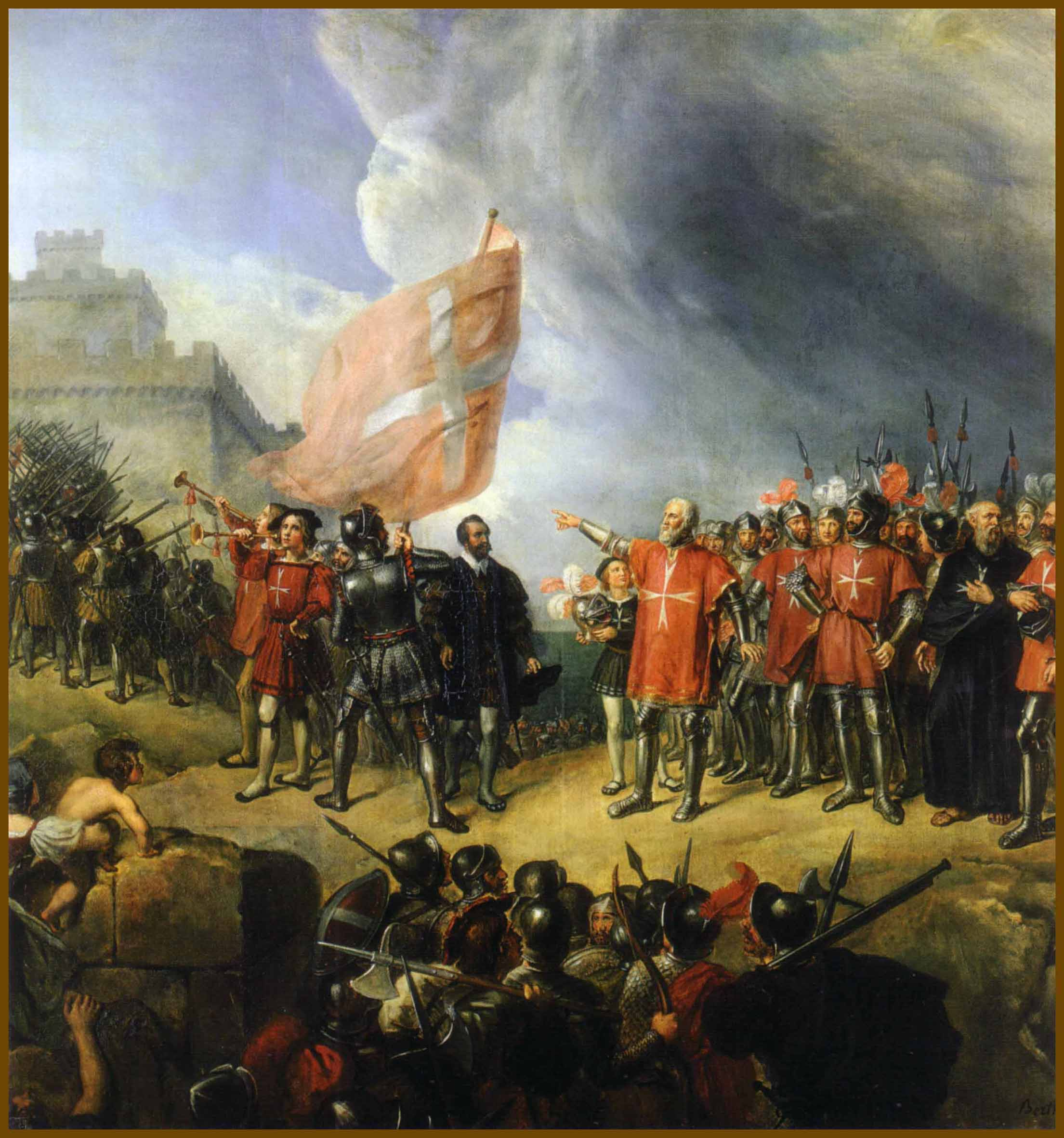
Philippe de Villiers de L'Isle-Adam prend possession de Malte par René Théodore Berthon.

Les Hospitaliers entament, en 1523, une errance de sept années qui les conduit d'abord à Civitavecchia (août 1523), en Italie. De 1524 à 1527, le pape Clément VII, ancien Hospitalier, les héberge à Viterbe (janvier 1524) ; mais, finalement, ils partent pour Nice (novembre 1527) en passant par Corneto (juin 1527) et Villefranche-sur-Mer (octobre 1527).
L'empereur Charles Quint, comprenant l'utilité que peut avoir un ordre militaire en Méditerranée face aux avancées ottomanes (Alger est conquis par le célèbre Barberousse en 1529), confie à l'Ordre l'archipel maltais, dépendance du royaume de Sicile, par un acte du 24 mars 1530, faisant du grand maître de l'Ordre le prince de Malte. Aussi les Espagnols leur cèdent la forteresse de Tripoli (qui sera prise par les Ottomans en 1551).
L'Ordre se transforme alors en une puissance souveraine qui prend de plus en plus d'importance en Méditerranée centrale et rivalise dans la traite des esclaves (même chrétiens et devenant nombreux sur l'île) avec ceux qu'il pourchasse officiellement pour infidélité,,,.- « le boulevard de la Chrétienté apparaissant désormais comme un repaire de corsaires sans foi ni lois ».

#### Grand Siège de Malte

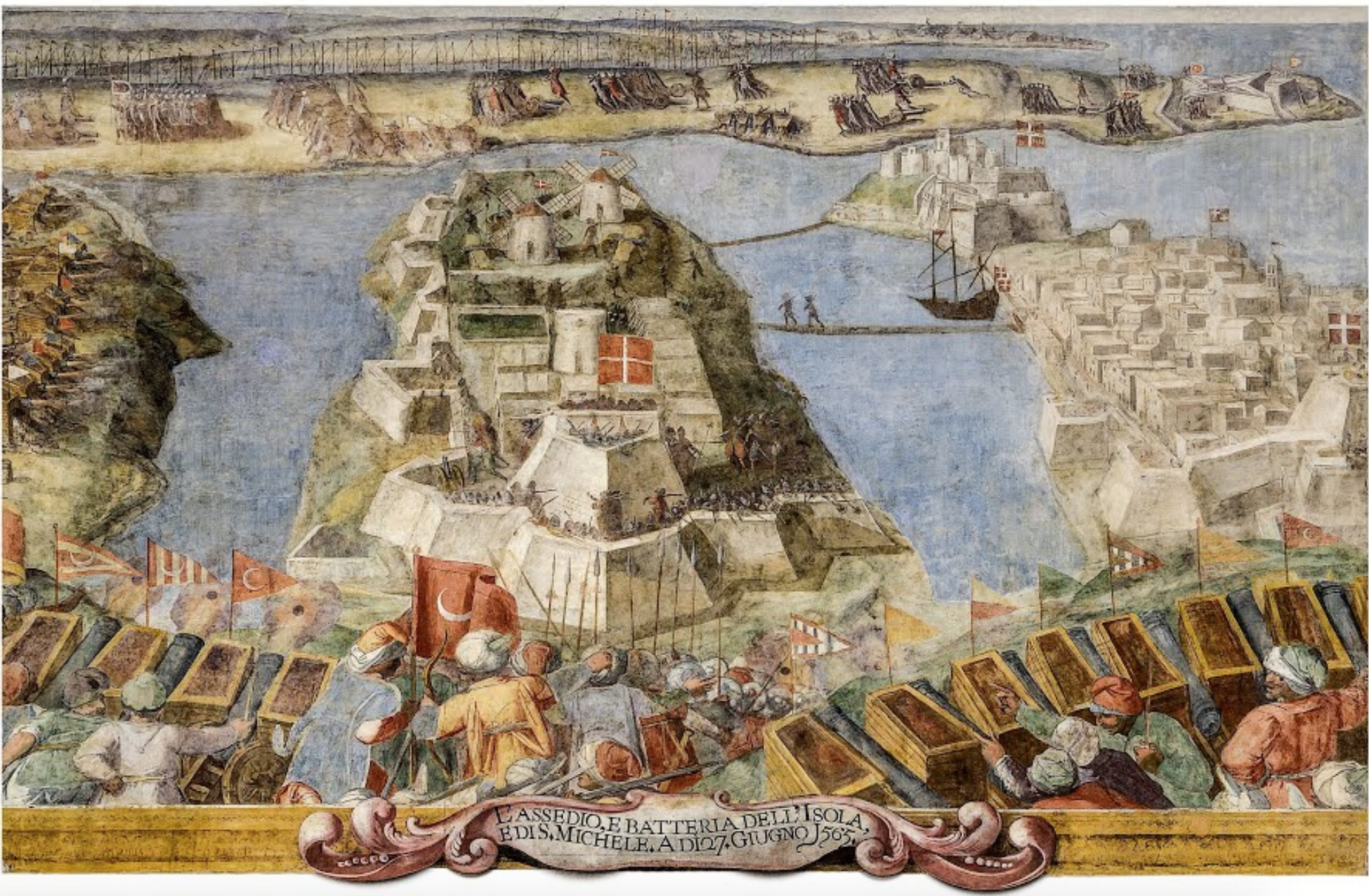
Siège de Malte en 1565, fresque du grand hall du Palais magistral par Matteo pérez d'Aleccio.

Le Grand Siège de Malte a été mené par les Ottomans en 1565 pour prendre possession de l'archipel et en chasser l'ordre de Saint-Jean de Jérusalem.
Le 18 mai 1565, une importante force turque, sous les ordres du général Mustafa Pacha et de l'amiral Piyale Pacha, débarque à Malte et met le siège devant les positions chrétiennes. Les chevaliers de l'Ordre, appuyés de mercenaires italiens et espagnols, et par la milice maltaise, sont commandés par le grand maître de l'Ordre, Jean de Valette. Inférieurs en nombre, les défenseurs se réfugient dans les villes fortifiées de Birgu et de Senglea, dans l'attente d'un secours promis par le roi Philippe II d'Espagne. Les assaillants commencent leur siège par l'attaque du fort Saint-Elme qui commande l'accès à une rade permettant de mettre à l'abri les galères de la flotte ottomane. Les chevaliers parviennent néanmoins à tenir cette position durant un mois, faisant perdre un temps considérable et de nombreux hommes à l'armée turque,.

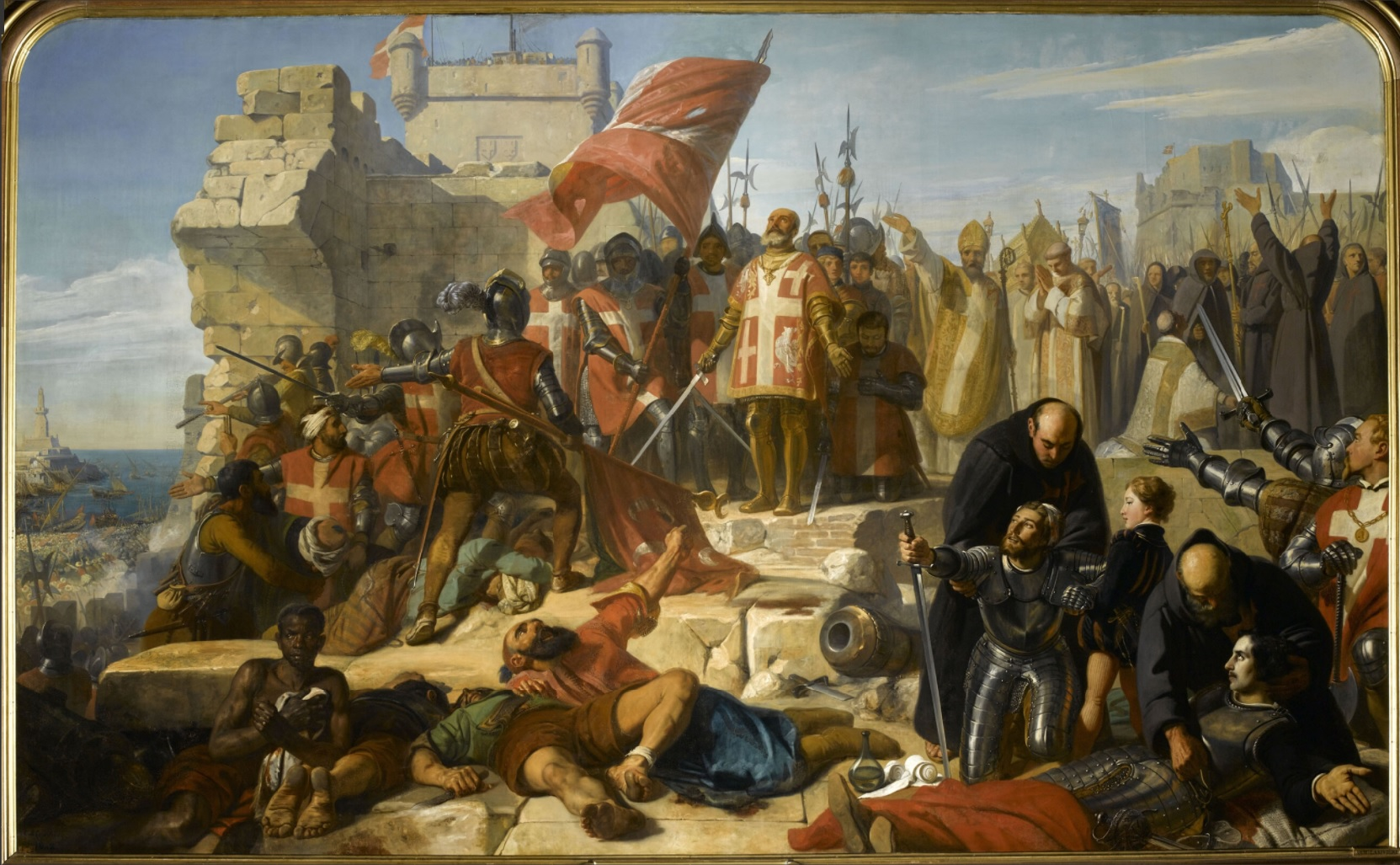
Levée du siège de Malte par Charles-Philippe Larivière.

Au début du mois de juillet, le siège de Birgu et Senglea commence. Durant deux mois, malgré leur supériorité numérique et l'importance de leur artillerie, les Ottomans voient leurs attaques systématiquement repoussées, causant de nombreuses pertes dans leurs rangs. Le 5 juillet arrive le « petit secours ». Toutes les attaques sur Birgu et Senglea se soldent par un désastre pour les Turcs, comme l'attaque du camp de base des Ottomans depuis Mdina. Le 7 septembre, le « grand secours », menée par le vice-roi de Sicile, don García de Tolède, débarque à Malte et parvient à défaire l'armée turque,. Démoralisées par leur échec et affaiblies par la maladie et le manque de nourriture, les troupes musulmanes rembarquent le 18 septembre 1565.
La victoire des chevaliers de l'ordre de Saint-Jean de Jérusalem a un retentissement considérable dans toute l'Europe chrétienne : elle leur confère un immense prestige et renforce leur rôle de défenseur de la religion chrétienne face à l'expansionnisme musulman. Les fonds collectés à la suite de cette victoire permettent de relever les défenses de Malte et d'assurer la présence durable de l'Ordre sur l'île. Une nouvelle ville est également édifiée, en vue de défendre la péninsule de Xiberras contre un retour éventuel des armées turques. D'abord appelée Citta' Umilissima ou en latin Humilissima Civitas Vallettae, « la très humble cité de Valletta », elle prend ensuite le nom de La Valette, en hommage au grand maître de l'Ordre vainqueur des Ottomans.

#### Hospitaliers dans les Caraïbes
En 1651, à la suite de la dissolution de la compagnie des îles d'Amérique, il est procédé à la vente de ses droits d'exploitation à divers partis. Philippe de Longvilliers de Poincy convainc le grand maître Jean-Paul de Lascaris-Castellar d'acheter des îles.
La présence des Hospitaliers dans les Caraïbes est née de la relation étroite de l'Ordre avec la présence de nombreux membres en tant qu'administrateurs français en Amériques. Poincy, qui était à la fois chevalier de Malte et gouverneur des colonies françaises des Caraïbes, fut le personnage clé de leur brève colonisation. L'Ordre achète ainsi les îles de Saint-Christophe, Sainte-Croix, Saint-Barthélemy et Saint-Martin.
À cette époque, l'Ordre agissait comme propriétaire des îles, tandis que le roi de France continuait de détenir la souveraineté nominale. En 1665, les Hospitaliers vendent leurs droits sur les îles à la jeune compagnie française des Indes occidentales, mettant ainsi fin à leur projet colonial.

#### De Lépante à Damiette

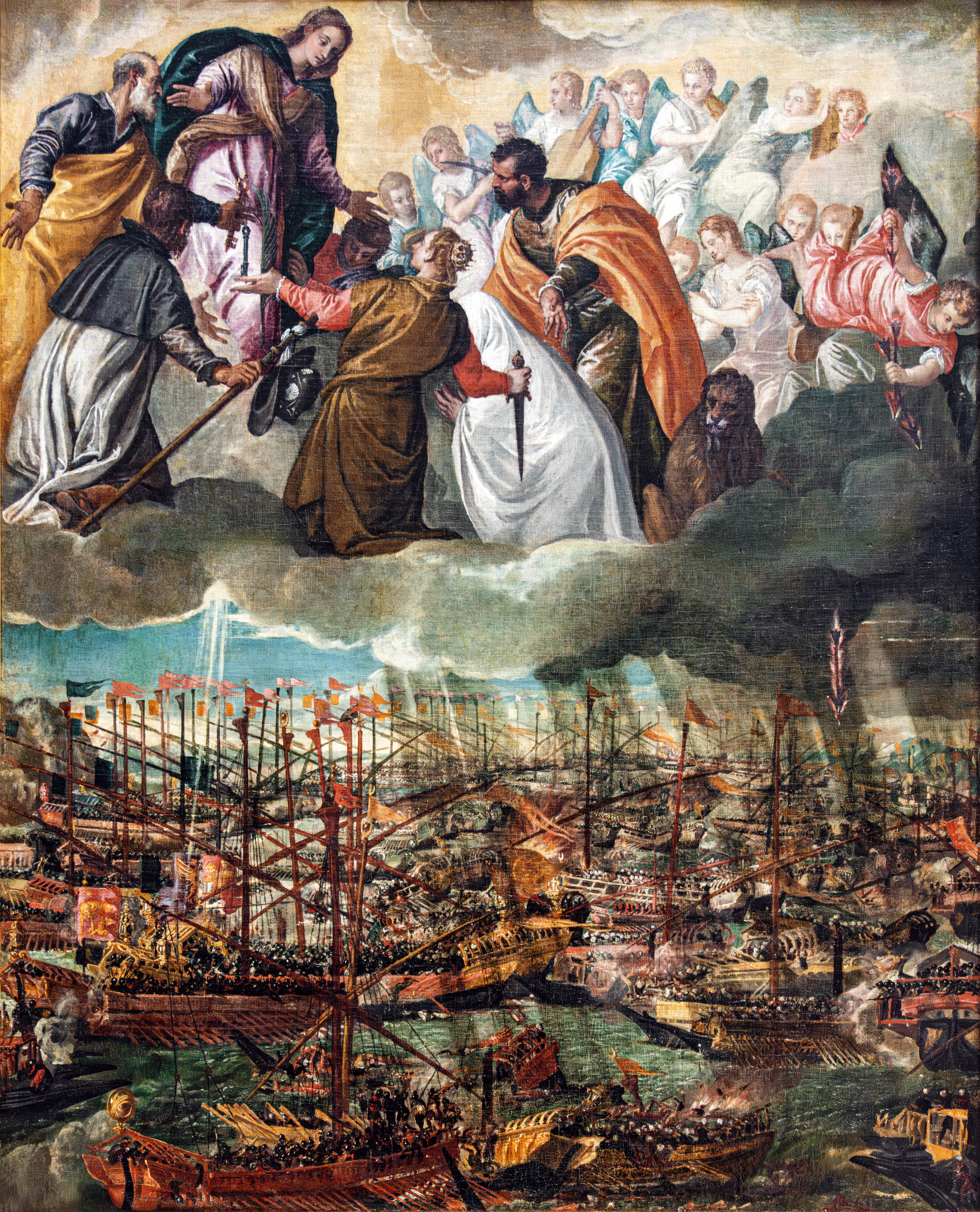
Bataille de Lépante par Veronese.

Quelques années après leur échec à Malte, les Ottomans subissent un revers encore plus grave à Lépante, le 7 octobre 1571. Les Hospitaliers s'illustrent pendant cette bataille navale, où la flotte de la sainte Ligue, commandée par don Juan d'Autriche, détruit la flotte ottomane.
Après Lépante, l'Ordre se lance à nouveau, comme à Rhodes, dans le corso, la guerre de course, qui de contre-attaque qu'elle était à l'origine, devient vite un moyen pour les Hospitaliers de s'enrichir grâce à l'arraisonnement de cargaisons, mais aussi par le commerce d'esclaves, dont La Valette devient le premier centre dans le monde chrétien.
L'Ordre connaît également de grandes difficultés, notamment économique, ses dirigeants se refusant à adopter des mesures économiques efficaces et modernes. L'indépendance même du pouvoir hospitalier est menacé par l'influence toujours croissante de Versailles, comme en témoigne l'affaire de la Couronne ottomane. Enfin, le fossé se creuse de plus en plus entre l'Ordre et la population maltaise : l'affaire du capitaine de nuit expose le despotisme des aristocrates et l'émergence d'un sentiment national maltais.
Les Hospitaliers participent à une importante bataille navale le 16 août 1732, au large de Damiette en Égypte.

#### Prise de Malte
Au début de la Révolution française, les biens français des Hospitaliers sont nationalisés, comme tous les biens relevant de l'Église (Constitution civile du clergé de 1790). Le Grand prieuré de France est dissous en 1792. En 1793, Malte échappe de peu à une révolte fomentée par des agents de la Convention.
Le 19 mai 1798, le général Bonaparte quitte Toulon pour la campagne d'Égypte avec le gros de la flotte française. Il se présente devant La Valette en demandant de faire aiguade (remplir les barriques d'eau) ; Ferdinand Hompesch réunit le Conseil et le grand maître refuse de laisser entrer dans le port plus de quatre bateaux à la fois.
Le général Bonaparte fait débarquer ses troupes à Malte au nom de la République française et s'empare de l'île par ruse les 10 et 11 juin 1798. Une convention est signée à bord de L'Orient le 12 juin par laquelle l'Ordre renonce à ses droits sur Malte mais que Hompesch ne ratifie pas. Il expulse le grand maître le 17 juin à Trieste uniquement accompagné de douze ou dix-sept membres de l'Ordre.
Le 19 juin 1798, la flotte française met le cap sur Alexandrie, après avoir laissé une garnison de trois mille hommes d'infanterie et trois compagnies d'artilleurs.

### En Russie

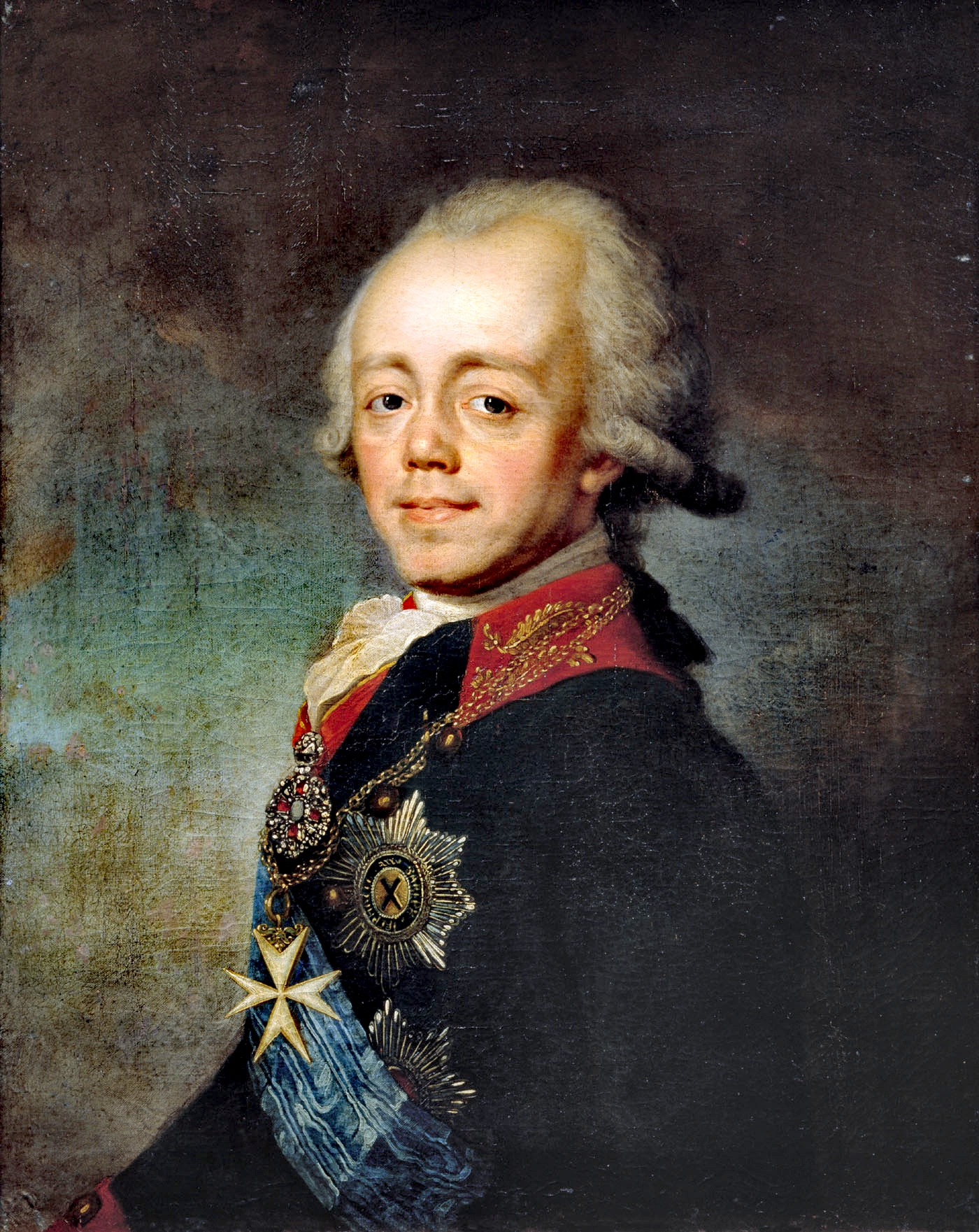
Paul Ier de Russie, (à noter la présence du collier de l’Ordre autour de son cou) tableau de Stepan Shchukin.

Les grands maîtres de l'Ordre, déjà sollicités par l'Empire russe qui recherchait son appui dans le conflit qui l'opposait à l'empire ottoman, décident de se rapprocher de Paul Ier et d'en faire le protecteur de l'Ordre le 7 août 1797,. De toutes les commanderies hospitalières il ne restait que celles d'Allemagne et celles de Russie.
Après l’abdication de Ferdinand von Hompesch, les 249 chevaliers de l’Ordre exilés en Russie au palais Vorontsov de Saint-Pétersbourg proclament, le 7 novembre 1798, Paul Ier « grand maître de l’ordre de Saint-Jean de Jérusalem »,. L'élection de Paul Ier soulève de nombreuses objections. En effet, celui-ci est orthodoxe et marié. Cet évènement sans précédent dans l'histoire de l'Ordre amène le Pape Pie VI à ne pas le reconnaître comme grand maître.

### Éclatement de l'Ordre
Ferdinand von Hompesch résigne son magistère le 9 juillet 1799. Après le décès de Paul Ier, le 24 mars 1801, il s'ensuit une période noire pour l'Ordre jusqu'à sa chute, son éclatement ou une survivance improbable.

#### Période noire
En 1801, son fils Alexandre Ier de Russie, conscient de cette irrégularité[pas clair], rétablit les anciens us et coutumes de l'ordre catholique des Hospitaliers. Le comte Nikolaï Saltykov, lieutenant du grand maître, du prince Kourabin, grand chancelier, du commandeur de Maisonneuve, pro-vice chancelier, se proclament collectivement supérieur provisoire de l'Ordre. Ils demandent de ne pas réunir de chapitre général, de remettre la nomination d'un grand maître au pape à condition que celui-ci reconnaisse tous les actes de Paul 1er. Le pape réunit une congrégation de cardinaux qui décide que chaque prieuré transmettrait au pape son candidat parmi lequel le pape choisirait le grand maître après qu'il aurait réglé canoniquement la démission de Hompesch. Le nouveau grand maître examinerait avec le chapitre général chaque acte de Paul 1er et en ferait rapport au pape qui déciderait sur chacun d'eux.
La France et l'Angleterre avaient arrêté entre elles, dans le traité d'Amiens, le mode d'élection du grand maître sans tenir compte de ce qu'avait décidé la Russie et la papauté. Alexandre prenant connaissance de l'article 10 du traité s'oppose à ce que le mode d'élection soit modifié et demande à la France et à l'Angleterre de revenir sur le mode d'élection. L’Angleterre accepta et la France fit de même.
Finalement, pour tenter de sauver l'ordre, il est convenu que la nomination du grand maître incomberait uniquement et exceptionnellement au pape Pie VII. Le 16 septembre 1802, il nomme le bailli Barthélemy Ruspoli qui refuse, enfin le 9 ou le 17 février 1803, le pape choisit le candidat élu du prieuré de Russie, le bailli Giovanni Battista Tommasi comme premier grand maître de l'ordre souverain militaire jerosolymitain de Malte nommé, et non pas élu par les Hospitaliers.

#### Malte reste à l'Angleterre
Le traité d'Amiens, du 25 mars 1802, qui met fin à la période de guerres commencées en 1792, comporte une clause qui prévoit la restitution à l'Ordre de son territoire de Malte ; mais elle ne va pas être respectée, du fait de la reprise en 1805 de la guerre entre la France et l'Angleterre.

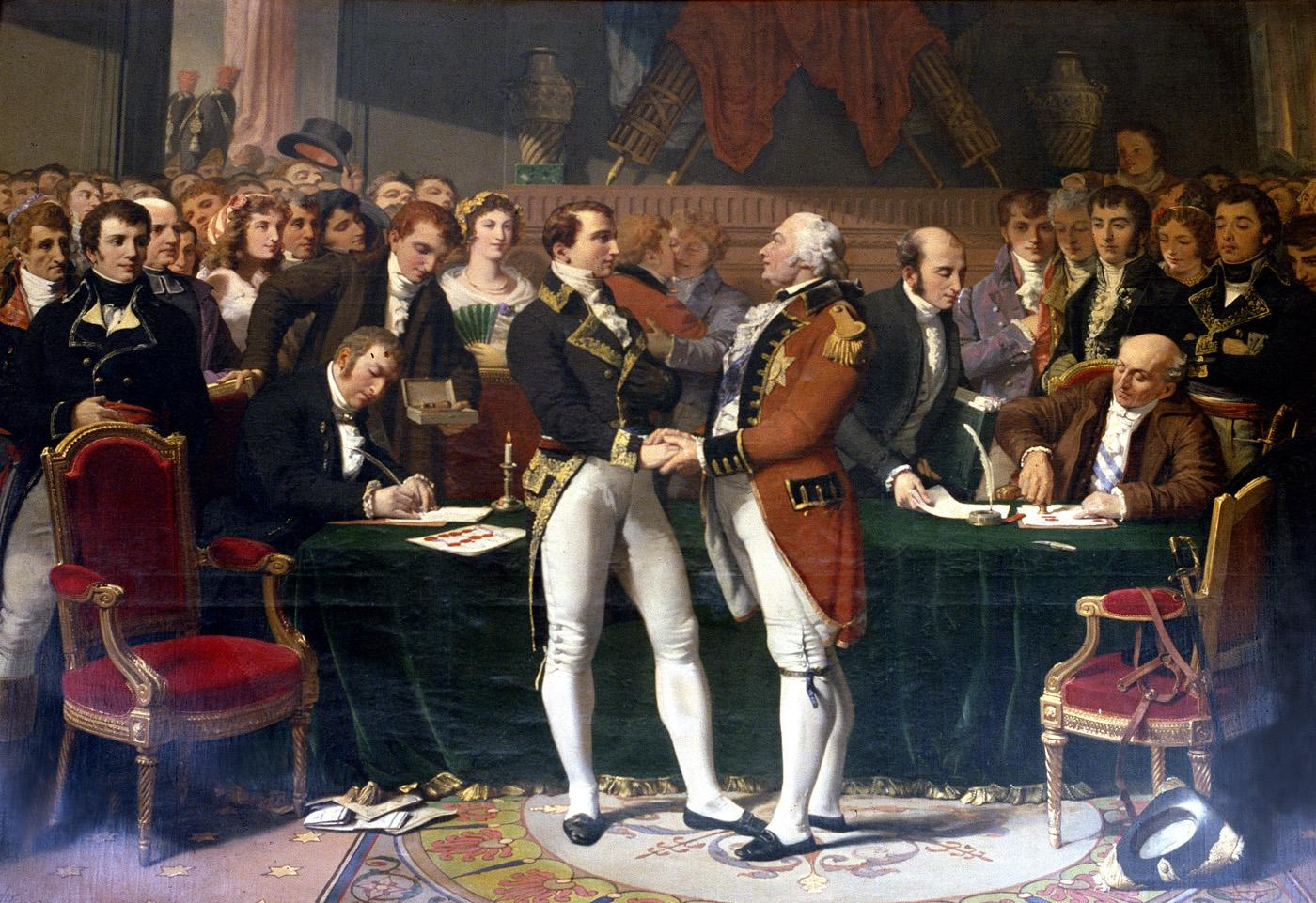
Napoléon et Cornwallis au traité d'Amiens, tableau de Jules-Claude Ziegler.

Le grand maître Tommassi installe les décombres de l'Ordre à Messine en Sicile, puis à Catane en Italie, en attendant la possibilité de se reconstituer à Malte. Il vivait petitement, ayant refusé les subsides de Bonaparte, seulement entouré de deux commandeurs : un italien Del Verne et un français Dupeyroux. Il meurt le 13 juin 1805 un mois après Hompesch, le 12 mai 1805.
S'ensuit une période sombre qui entérine l'éclatement de l'ordre de Saint-Jean de Jérusalem. Le 17 juin 1805, trente-six chevaliers réunis à Catane élisent comme grand maître Giuseppe Caracciolo di Sant'Erasmo mais en novembre, le pape Pie VII par bref nomme comme lieutenant ad interim Innico Maria Guevara-Suardo (en). À peine nommé, Guevara-Suardo écrit à de Ferrette : « à l'aspect du squelette qui a remplacé le Corps […] depuis la perte de Malte, l'ordre a vu périr un nombre considérable de ses premiers religieux ; presque tous les novices ont cherché à se procurer du pain, soit par des mariages sortables, soit par des entreprises qui les enlevèrent à leur ancien État ; depuis cette époque fatale, les réceptions ont été à peu près égales à zéro ; les changements de domination ou de système ont privé ce corps des sept huitièmes de ses ressources en hommes et en revenus ».
Le traité de Paris en 1814 reconnaît l'Angleterre, pays de religion anglicane, comme seul maître de Malte, ce qui éloigne encore un peu plus les espoirs d'un retour. En 1822, le congrès de Vérone reconnaît pourtant une fois encore la légitimité des réclamations de l'Ordre en réclamant que le sort de l'Ordre ne soit pas séparé de celui de la Grèce. Pour la première fois l'Ordre ne liait plus sa survie à celle de Malte mais les affaires espagnoles mirent rapidement fin à ce rapprochement.

#### Renaissance
Après séparation, ralliement, opposition, intérêt divergeant, à ce qui reste de l'ordre de Saint-Jean de Jérusalem, à cet « État sans territoire », le pape Léon XI en 1827 accorde comme consolation un couvent et une église à Ferrare en Italie. En 1831, l'Ordre réduit à un état-major s'installe définitivement à Rome. À partir de 1864, l'organisation en « Langues » disparaît : elles sont remplacées par des « associations nationales » ou « Grand Prieurés » (Rhénanie-Westphalie 1859, Silésie 1867, Angleterre 1871, Italie 1877, Espagne 1885, France 1891, Portugal 1899, Pays-Bas 1910, États-Unis 1928, etc.).
C'est l'ordre souverain militaire et hospitalier de Saint-Jean de Jérusalem, de Rhodes et de Malte qui prend en 1961 la suite de l'ordre de Saint-Jean de Jérusalem. L'ordre souverain de Malte reconnaît comme issus de l'ancien Ordre quatre ordres « non catholiques » : ordre protestant de Saint-Jean, ordre de Saint-Jean aux Pays-Bas, ordre suédois de Saint-Jean et le Très vénérable ordre de Saint-Jean.

## Organisation de l'ordre de Saint-Jean de Jérusalem

### Règle de l'Ordre
Ce serait vers 1130 que Raymond du Puy rédige et applique une première règle modelée sur celle de saint Augustin. La règle de saint Augustin est certainement la règle la plus communautaire, elle insiste plus sur le partage que le détachement, plus sur la communion que la chasteté et plus sur l'harmonie que l'obéissance. Mais il est possible que la règle de l'origine était plutôt celle de saint Benoit.
Composée en latin, elle comporte dix-neuf chapitres dont les quinze premiers forment un ensemble et les quatre derniers un autre, qui a plutôt l'air d'un complément ultérieur :
- I - Comment les frères doivent faire leur profession
- II - Les droits auxquels les frères peuvent prétendre
- III - Du comportement des frères, du service des églises, de la réception des malades
- IV - Comment les frères doivent se comporter à l'extérieur
- V - Qui doit collecter les aumônes et comment
- VI - De la recette provenant d'aumônes et des labours des maisons
- VII - Quels sont les frères qui peuvent aller prêcher et de quelle manière
- VIII - Des draps et de la nourriture des frères
- IX - Des frères qui commettent le péché de fornication
- X - des frères qui se battent avec d'autres frères et leur portent des coups
- XI - Du silence des frères
- XII - Des frères qui se conduisent mal
- XIII - Des frères trouvés en possession de biens propres
- XIV - Des offices que l'on doit célébrer pour les frères défunts
- XV - Comment les statuts, dont il est question ci-dessus, doivent être rigoureusement observés
- XVI - Comment les seigneurs malades doivent être accueillis et servis
- XVII - De quelle manière les frères peuvent corriger d'autres frères
- XVIII - Comment un frère doit accuser un autre frère
- XIX - Les frères doivent porter sur leur poitrine le signe de la croix

La date exacte de l'approbation de la règle par le pape Eugène III n'est pas connue avec exactitude mais les historiens la fixent avant 1153. Il est maintenant possible de parler de la fraternité de l’Hôpital : « C'est la convergence entre la mise en place des premières structures administratives régionales et l'élaboration de la règle par le maître Raymond du Puy et son approbation par le pape Eugène III au milieu du XIIe siècle qui permettent de dire que, alors et alors seulement, l'Hôpital est devenu un ordre ». Un nouvel ordre est né, l'ordre Hospitalier de Saint-Jean de Jérusalem.
À force d’additifs qui au fil du temps enrichissent la règle, une révision fut rendue nécessaire. Pierre d'Aubusson fit faire une nouvelle rédaction suivant un plan méthodique qui fut maintenu dans les éditions ultérieures.

### Organisation hiérarchique
L'Hospital dispose d'une division hiérarchique ternaire :
- les frères chevalier ;
- les frères sergent qui se partagent en :
  - les sergents d'armes,
  - les sergents d'office,
- les frères prêtres ou chapelain.

Mais Raymond du Puy, le supérieur de l'Ordre, organise l'Ordre en trois classes plus fonctionnelle que sociale à la différence des Templiers :
- ceux qui par naissance avaient tenu ou étaient destinés à tenir les armes : frères d'armes (chevaliers et sergents) ;
- les prêtres et les chapelains destinés à assurer l'aumônerie : frères prêtre ou chapelain ;
- enfin, les autres frères servants destinés à assurer le service : frères d'offices.

#### Grands maîtres de l'ordre de Saint-Jean de Jérusalem
Depuis le frère Gérard (dit par erreur de traduction Gérard Tenque,), le fondateur de l'Ordre, l'ordre de Saint-Jean de Jérusalem a à sa tête un supérieur nommé à vie. C'est en 1267, sous la magistrature de Hugues Revel, que le titre de grand maître est accordé au supérieur de l'Ordre par un bref du pape Clément IV.
La titulature est quasiment toujours la même : « humble maître de la sainte maison de l'Hospital de Jérusalem et gardien des pauvres du Christ ».
La règle de Raymond du Puy et la bulle Pie postulatio voluntatis précisent que le (grand) maître est élu par ses frères mais ne précisent pas les modalités de l'élection. Lorsque Gilbert d'Aissailly démissionne en 1170, il organise l'élection de son successeur en s'adjoignant douze frères, le chapitre de Margat, en 1204/1206, transforme cette initiative en statut.

#### Dignitaires de l'ordre de Saint-Jean de Jérusalem
Les premiers dignitaires sont les baillis conventuels. Parmi ces baillis il y a eu à l'origine le trésorier qui date de 1135, puis l'hospitalier en 1162, puis le maréchal avant 1170, le grand commandeur qui date de 1173 et le drapier. D'autres dignitaires ne sont pas baillis comme le turcoplier, l'infirmier, le maître écuyer et le grand prieur ou prieur conventuel.
Une réforme eut lieu en 1301, elle fut effectuée par Guillaume de Villaret c'est la création des piliers (tous baillis conventuels), réforme confortée par Hélion de Villeneuve qui affecte à chaque pilier une fonction au sein du grand conseil hospitalier. Le grand commandeur ou grand précepteur à la langue de Provence, le grand maréchal à la langue d'Auvergne, le grand hospitalier à la langue de France, le grand drapier à la langue d'Espagne, le grand amiral à la langue d'Italie et le turcoplier à la langue d'Angleterre.
À Rhodes, les baillis, en tant qu'officiers supérieurs, ont le droit de porter une croix plus grande et ils sont appelés « grand croix ». L'Ordre va garder l'habitude, une fois à Malte, de distinguer des commandeurs et de leur donner quelques prérogatives au sein du grand conseil. Ils sont appelés « vénérables », on leur accordera la dignité de bailli et on leur donnera le grade de grand croix. Enfin lors de la « monarchisation », les ambassadeurs nommés par l'Ordre, s'attribueront le titre de bailli grand croix.

### Organisation territoriale
L'organisation territoriale de l'ordre de Saint-Jean de Jérusalem va se construire au fil du temps :
- les langues sous la responsabilité d'un bailli conventuel appelé aussi pilier ;
- les grands prieurés sous la responsabilité d'un prieur provincial ou grand prieur ;
- les commanderies sous la responsabilité d'un commandeur ;
- les maisons périphériques ou membre (fermes, granges, moulins, vignes, etc.) qui relèvent d'une commanderie et sous la responsabilité d'un tenancier.

#### Langues
En 1301, une réforme de Guillaume de Villaret, s'inspirant d'une proposition faite quand il était prieur du grand prieuré de Saint-Gilles, crée les langues, regroupements territoriaux des commanderies, réforme confortée par Hélion de Villeneuve qui affecte à chaque pilier, responsable de la langue, une fonction au sein du grand conseil. Le grand commandeur ou grand précepteur à la langue de Provence, le grand maréchal à la langue d'Auvergne, le grand hospitalier à la langue de France, le grand drapier à la langue d'Espagne, le grand amiral à la langue d'Italie et le turcoplier à la langue d'Angleterre.
En 1462, le grand maître Piero Raimondo Zacosta divise la langue d'Espagne en deux langues : le pilier de la langue de Castille avec le Portugal était grand chancelier et celui de la langue d'Aragon restait grand drapier.
En 1540, Henri VIII fait disparaitre la langue d'Angleterre en confisquant tous les biens de l'Ordre en Angleterre et en Irlande. L'Ordre continuera à faire vivre fictivement la langue d'Angleterre en nommant des chevaliers anglais catholiques en exil comme prieur d'Angleterre.
En 1538, sept des commanderies du grand bailliage de Brandebourg de la langue d'Allemagne embrassent la religion réformée et en 1648, le traité de Westphalie permet la séparation du grand bailliage de l'Ordre. En 1781, l'électeur de Bavière donne les biens des Jésuites aux Hospitaliers et Emmanuel de Rohan-Polduc saisit l'occasion pour regrouper les anciennes langues d'Angleterre et d'Allemagne dans la Langue anglo-bavaroise en 1784.

#### Grands prieurés
Avec la disparition de l'ordre du Temple en 1312 et la dévolution de leurs biens aux Hospitaliers, il devient nécessaire de généraliser une autre entité territoriale, les prieurés. Les langues territorialement étendues ou disposant d'un nombre important de commanderies pour être correctement gérées, sont divisées en prieurés. En juillet 1317, le grand maître Foulques de Villaret étant contesté, c'est le pape Jean XXII qui décide le démembrement de la langue de France, devenue trop importante, en trois prieurés en créant, en plus du grand prieuré de France, deux autres prieurés, celui d'Aquitaine et celui de Champagne avec en plus le grand prieuré de Bourgogne et ce qui deviendra le prieuré hospitalier de Manosque. Le 20 octobre 1320, le pape Jean XXII rachète au grand maître des Hospitaliers tout ce qui avait appartenu aux Templiers à Cahors et le donne aux Chartreux.

## Signes distinctifs de l'Ordre

### Vêtements

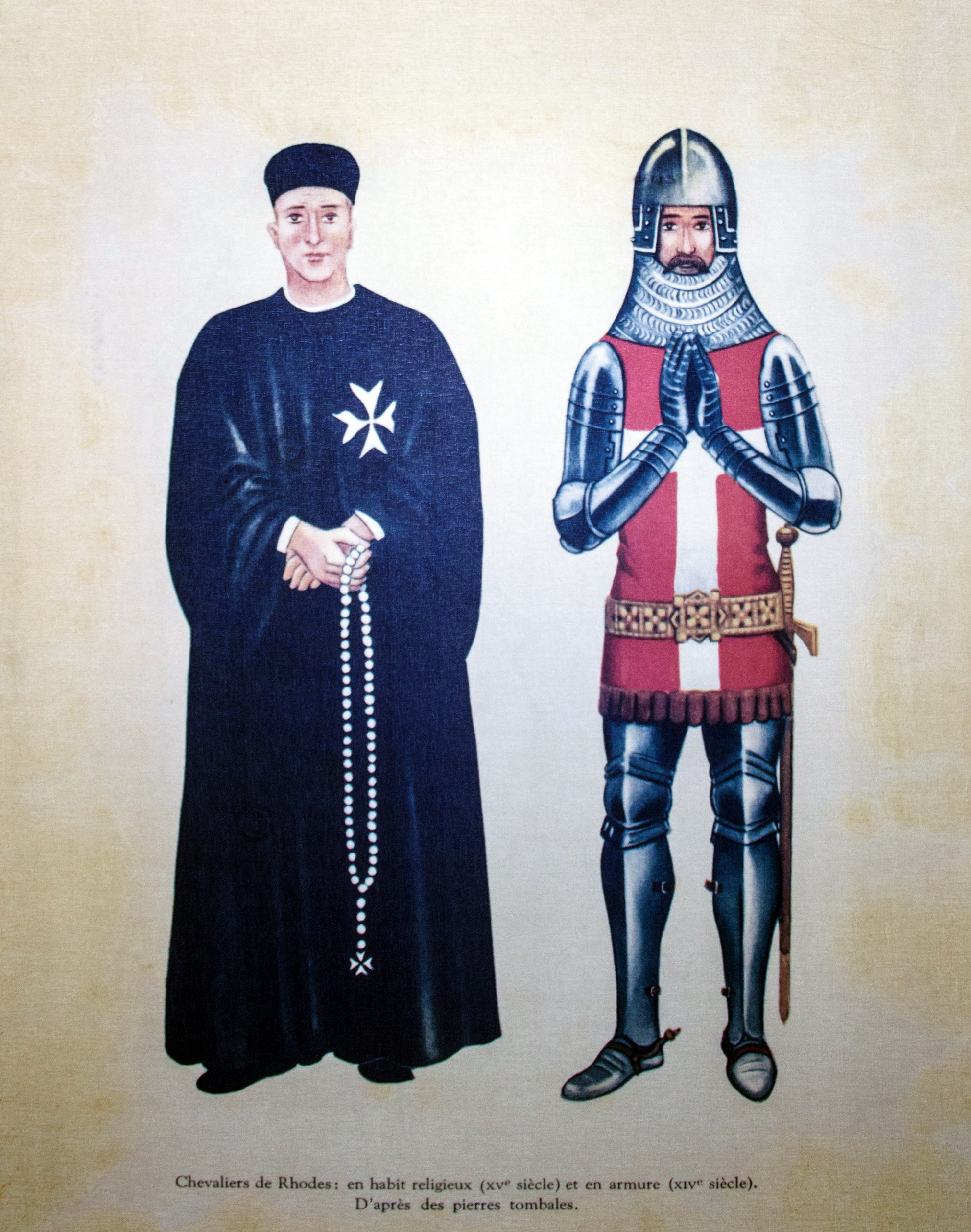
Chevalier de Rhodes, en habit religieux (XVe siècle) et en armure (XIVe siècle), d'après des pierres tombales.

Il y aurait une différence entre vêtement et habit : l'habit est le signe d'appartenance à l'Ordre, le vêtement est tout ce qui habille le frère.
Étant avant tout un ordre hospitalier et charitable, les frères s'efforçaient d'être au service de leurs « seigneurs les malades » et se disent « serfs des serviteurs de Dieu », et à ce titre leurs habits et vêtements transparaissent de cette servitude ou plutôt humilité. La règle, les « usances » et les statuts rappellent toujours au fil des siècles le devoir de tous les frères de s'habiller sans luxe. Cependant, leurs vêtements devaient être « commodes et confortables, adaptés aux missions, en particulier militaires ».
Concernant l'habit commun de toutes les classes, il est noir ou du moins sombre, « couleur de l’humilité, celle des moines bénédictins et des chanoines augustins ».
La croix faite de deux bandes de tissu croisées (d'où le nom de « croisé » pour ceux qui les portaient et de « croisade »), emblème (et non symbole) du pèlerinage à Jérusalem et de tout ce qui touche de près ou de loin à ceux qui exercent un pouvoir ou office religieux, a été utilisée par tous les ordres religieux-militaires, dont les Hospitaliers.
Dernier article de la règle de L'Hospital : «… Les frères […] devront porter sur leur poitrine la croix sur leur chapes et sur leurs manteaux (cappis et mantellis) en l’honneur de Dieu et de la sainte Croix afin que Dieu nous protège par cet étendard (vexillum) et la foi, les œuvres et l’obéissance et qu’il nous défende corps et âmes, nous et nos bienfaiteurs de la puissance du diable en ce monde et dans l’autre ».
Quant à la forme de la croix, dont il importait peu à l'origine, devient au fil du temps la croix à huit pointes, certainement imitée des armes de la ville d'Amalfi (à moins que cela fut l'inverse), qui deviendra croix de saint Jean puis croix de Malte, « de règle à Rhodes aux XIVe et XVe siècles, [elle] n’apparaît que timidement au XIIIe siècle ». La toute première apparition de cette forme daterait de la première moitié du XIIIe siècle,.

#### Jupon d’armes (ou surcot)
Désireux de se voir différencier de leurs autres frères, les chevaliers de l’Ordre ont fait requis du pape pour une reconnaissance de leur « qualité nobiliaire », comme c’est le cas pour les Templiers (chevalier en blanc, sergents et prêtres en noir). Répondant partiellement à leur requête, le pape Alexandre IV décide le 11 août 1259 « que les chevaliers continueraient à porter comme les autres l'habit noir, mais ajoutait qu'au combat ils pourraient revêtir un jupon d'armes (ou surcot) et d'autres pièces militaires de couleur rouge et sur lesquels serait la croix blanche « comme cela est sur votre étendard (vexillum) » ».
Cependant cette distinction ne rentra certainement jamais dans les faits, les Hospitaliers étaient regardants quant aux prérogatives d'une classe sur une autre et de plus tous les chevaliers n'étaient pas encore obligatoirement nobles, puisque les statuts du 4 août 1278 de Nicolas Lorgne précisent sans ambiguïté aucune :
- article 3 : « que tous les frères de l’Ospital doivent porter manteus noirs [avec] la crois blanche ».
- article 5 : « tous les frères de l’Ospital d’armes> (fratres armorum) doient porter en fait d’armes le jupell vermeille avec la creis blanche ».

« L’habit rouge distinguait l’activité militaire et non pas un état social ».

### Vexillologie
Dans le même temps où Raymond du Puy, le supérieur de l'Ordre, écrit la règle de l'Ordre et la transmet à Rome, il propose l'adoption d'une bannière « de gueules à la croix latine d'argent » (rouge à croix blanche). Ce serait en 1130 que le pape Innocent II l'approuve. Elle flotte dès lors sur toutes les possessions de l'Ordre. Ce serait l'ancêtre de tout ce qui deviendra les pavillons nationaux.
Roger de Moulins (1177-1187), huitième supérieur de l'ordre, fait accepter par le chapitre général de l'Ordre de 1181, le fait de recouvrir d'un drap rouge à croix blanche le cercueil des membres de l'Ordre.

#### Pavillon naval

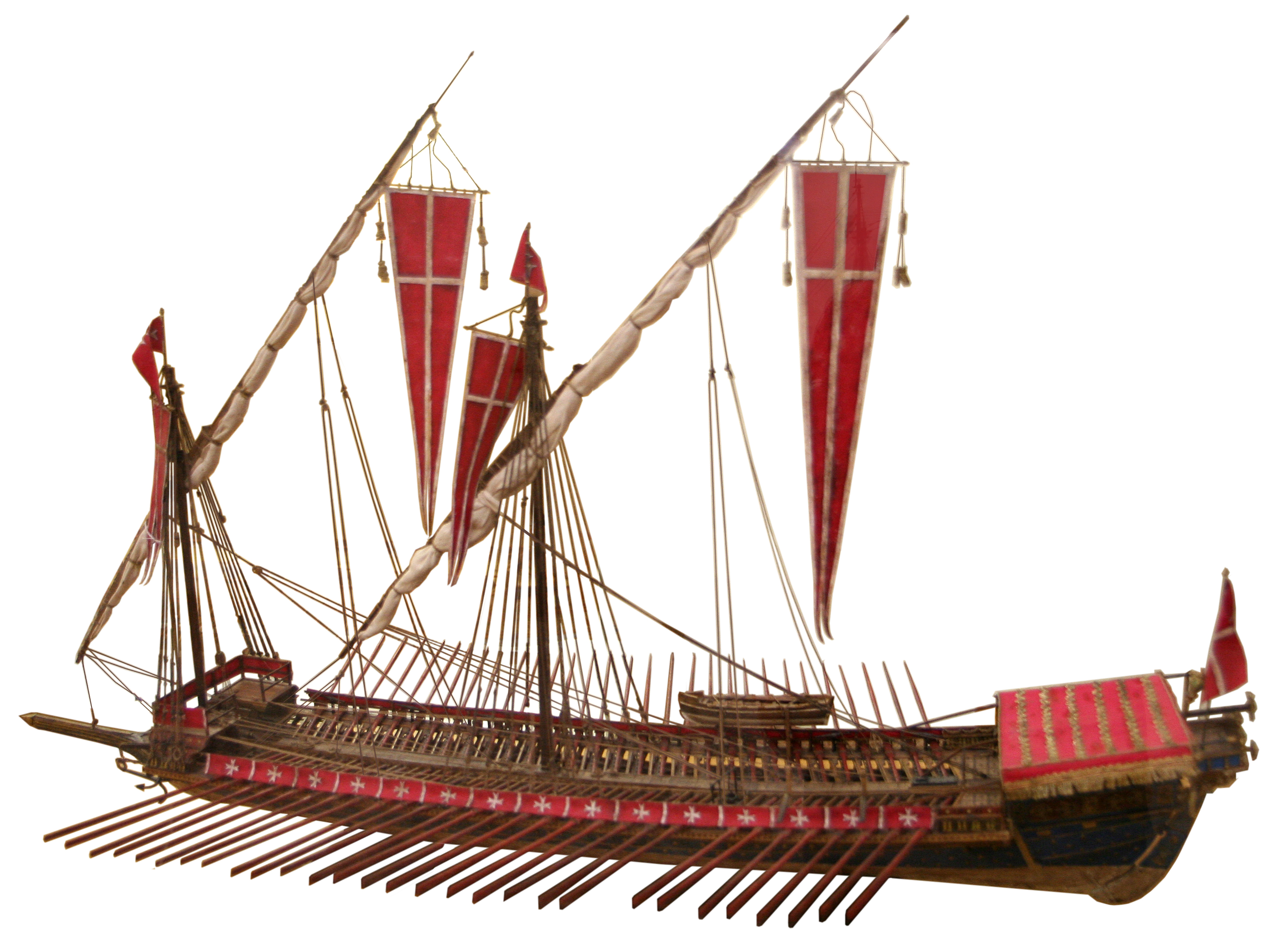
Bateau de l'ordre de Saint-Jean de Jérusalem.

L'ordre de Saint-Jean de Jérusalem devient une puissance navale quand elle s'installe à Rhodes. En Terre sainte, l'Ordre armait quelques bâtiments qui permettaient aux membres de l'Ordre de se déplacer et de convoyer des pèlerins. Un certain nombre de ceux-ci se retrouvent à Chypre ayant ramené les réfugiés et les frères de Palestine et d'autres amené d'Europe les participants au chapitre général. Le pape Clément V autorise en 1306 le nouveau grand maître Foulques de Villaret (1305–1319) à armer une flotte sans l'autorisation de Henri II roi de Chypre. L'Ordre dispose alors de deux galères, une fuste, un galion et deux dromons.
Tous ces bâtiments arboraient dans leurs matures, comme l'indique l'image ci-jointe, un pavillon naval qui était dérivés du drapeau de l'Ordre. Il représentait toujours la croix latine d'argent sur un fond de gueules mais il s'est allongée pour prendre la forme d'un triangle isocèle.

### Sigillographie
La sigillographie de l'ordre de Saint-Jean de Jérusalem a été étudié par S. Pauli dans un livre Codice diplomatico del sacro militare ordine Gerosolimitano paru à Lucques en 1733 et 1737 pour le deuxième volume. Il a consacré neuf planches à la reproduction de 93 sceaux, à peine un quart de ceux-ci subsistait en 1881 quand Delaville Le Roulx repris son étude du fait du délaissement dans lequel les archives étaient. Malheureusement ses reproductions sont de piètre qualité pour servir à une étude sérieuse.
Les types en plomb des sceaux magistraux sont tous identiques à quelques détails près. Ils sont de forme ronde avec, à l'avers, la figure du grand maître, de profil, tourné à droite, les mains jointes, agenouillé devant une croix à double traverse, au revers, un personnage couché, au-dessus de lui, un édifice à coupole centrale et deux latérales avec une lampe suspendue, une croix à la tête et une autre à ses pieds. La légende de l'avers comporte le nom du grand maître et celle du revers HOSPITALIS HIERVSALEM.
Le type de l'avers à peu évolué ; au bas du sceau l'habitude est prise, dès le commencement du XIVe siècle, de placer une figure illustrant le crâne d'Adam sur lequel, la tradition voulait que la croix du Calvaire était plantée. Seul le grand maître et cardinal Pierre d'Aubusson s’en affranchit en plaçant la croix sur une sorte de prie-Dieu avec le chapeau cardinalice et ses armoiries. Le type du revers a donné lieu à beaucoup de conjectures. Le personnage allongé est soit un malade soit le Christ au tombeau. Ce ne peut être un malade, réservé au sceau du frère hospitalier où il figure accompagné d'un frère qui le nourrit. Ce n'est pas non plus le Christ mais celui d'un « cors d'ome mort d'avant » placé devant un tabernacle sous les dômes du Saint-Sépulcre. Une autre évolution du revers est le nimbe qui apparait petit à petit. On comprend l'inutilité de ce nimbe si le mort est pestiféré. Il est facile de penser que les graveurs aient cru au Christ au tombeau ou quelque saint. Il est alors naturel de penser que l'oreiller a évolué vers un nimbe. Ce nimbe commence sous Guillaume de Villaret et est bien caractérisé sous Hélion de Villeneuve pour se perpétuer ensuite dans tous les sceaux ultérieurs.
La liste des sceaux de grands maîtres avec l'indication de ceux perdus ou disparus en 1881 :
| - Raymond du Puy (1121 ou 1123-1142) (disparu) - Rostain (1169-1171) - Caste de Murols (1170-1172) - Roger de Moulins (1177-1187) - Geoffroy de Donjon (1192-1202) - Garin de Montaigu (1207-1227 ou 1228) (disparu) - Guérin Lebrun (1231-1236) (disparu) - Pierre de Vieille-Bride (1240-1242) (disparu) - Guillaume de Chateauneuf (1242-1258) | - Hugues Revel (1259-1267) - Nicolas Lorgne (1277 ou 1278-1284) - Jean de Villiers (1284 ou 1285-1293 ou 1294) - Eudes des Pins (1294-1296) (disparu) - Guillaume de Villaret (1296 ou 1300-1305) - Foulques de Villaret (1305-1319) - Hélion de Villeneuve (1319-1346) - Roger des Pins (1355-1365) - Juan Fernández de Heredia (1377-1396) | - Philibert de Naillac (1396-1421) - Antoni de Fluvià (1421-1437) - Jean de Lastic (1437-1454) (disparu) - Jacques de Milly (1454-1461) - Piero Raimondo Zacosta (1461-1467) - Giovanni Battista Orsini (1467-1476) - Pierre d'Aubusson (1476-1503) - Emery d'Amboise (1503-1512) - Philippe de Villiers de L'Isle-Adam (1521-1534) |

### Numismatique
L'Ordre commence d'émettre sa propre monnaie vers 1310 en même temps qu'il acquiert la souveraineté avec son installation sur l'île de Rhodes. C'est le moment où l'ordre de Saint-Jean de Jérusalem s'enrichit fortement. Ces pièces sont frappées aux portraits des grands maîtres de l'Ordre sur le verso tandis que sur le recto se trouve une croix qui ne sera la croix à quatre branches bifides typique de la croix de Malte qu'à partir de 1520.
Le système monétaire maltais trimétallique est constitué de pièces en cuivre, en argent et en or selon un acte interne datant de 1530. Au XVIIIe siècle, ce système est remis en question par une forte émission de pièces en argent. La monnaie maltaise était constituée de scudi (écus), de tari (tares) et de grani (grains) avec pour valeur : 1 scudo = 12 tari = 240 grani.

## Rayonnement de l'Ordre

### Puissance militaire
L'Ordre est à l'origine un ordre hospitalier mais rapidement il devient un ordre militaire. Les Hospitaliers participèrent à de nombreuses batailles entre la Deuxième croisade en 1148 et la conquête française de Malte en 1798. Ils combattirent, sur 6 siècles et demi, notamment lors des batailles suivantes :

### Puissance maritime

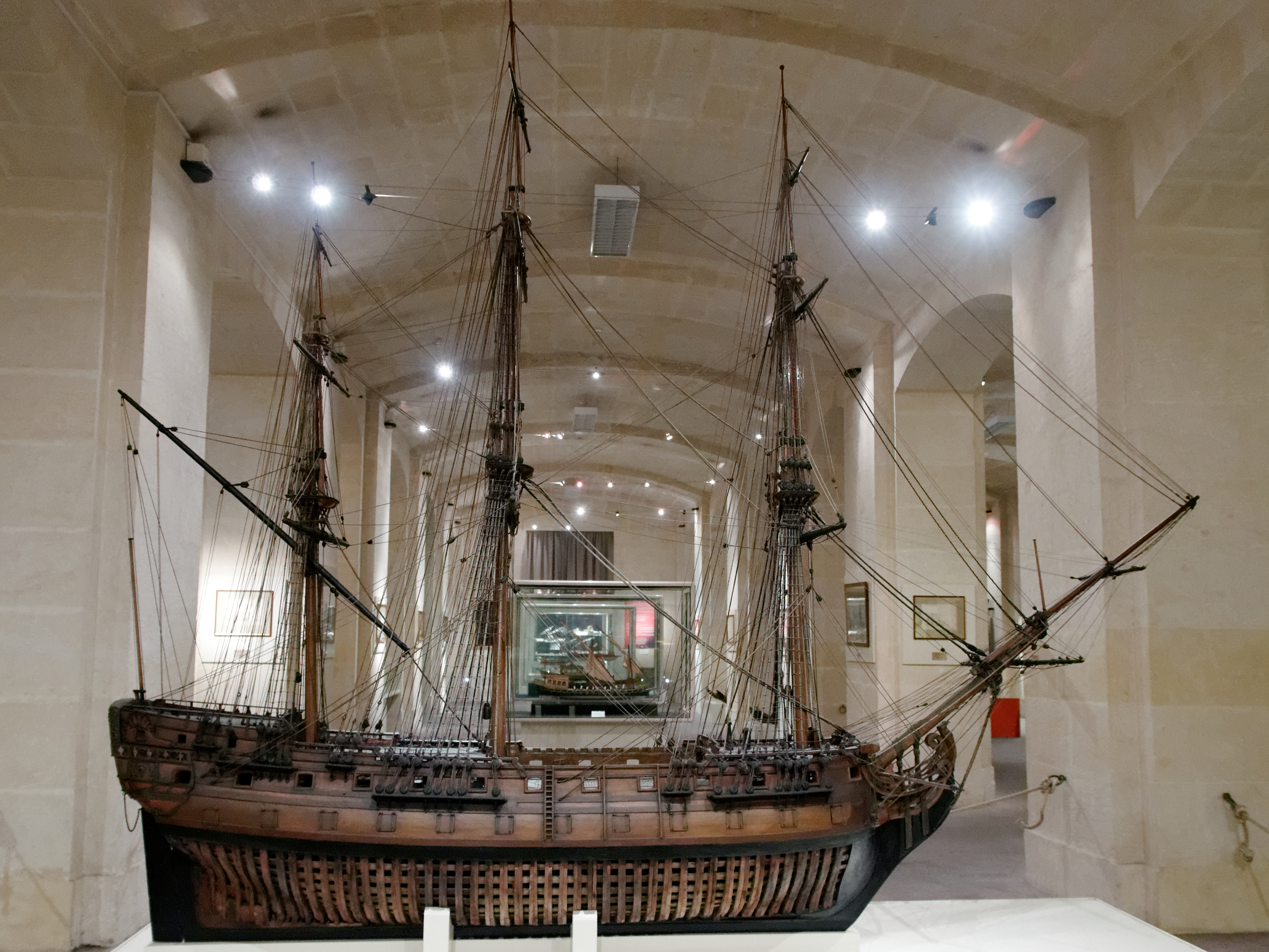
Bateau de l'ordre de Saint-Jean de Jérusalem.

Arrivés dans l'île de Chypre et installés à Limassol, les Hospitaliers se rendent compte que la ville est ouverte à tous vents aux saccages des pirates arabes. Le chapitre ayant refusé l'installation en Italie pour rester au plus près de la Terre sainte à reconquérir, il devient évident qu'il faille armer une flotte capable de défendre l'île mais aussi d'attaquer sur mer. En Terre sainte, l'Ordre armait quelques bâtiments qui permettaient aux membres de l'Ordre de se déplacer et de convoyer des pèlerins. Un certain nombre de ceux-ci se retrouvent à Chypre ayant ramené les réfugiés et les frères de Palestine et d'autres amené d'Europe les participants au chapitre général.
Le pape Clément V autorise en 1306 le nouveau grand maître Foulques de Villaret (1305–1319) à armer une flotte sans l'autorisation de Henri II roi de Chypre. L'Ordre dispose alors de deux galères, une fuste, un galion et deux dromons. Dans cette région de la Méditerranée orientale, les côtes très découpées, peu accessibles par terre, et la présence de nombreuses îles procurent de nombreux repaires aux pirates favorisant tous les trafics commerciaux mais aussi humains. À cette période, l'île de Rhodes est un refuge sûr pour tous ces trafics.
Installé à Malte, l'Ordre développe sa puissance maritime et maintient la paix en Méditerranée en combattant les Ottomans et les Barbaresques avec, pourtant, une flotte nettement inférieure, en unité navale, aux flottes musulmanes. Servir sur les galères de l'Ordre devient un passage obligé pour tous les aspirants chevaliers, souvent reçus dans l'ordre de Saint-Jean de Jérusalem dès leur plus jeune âge. Les familles nobles, majoritairement françaises, payaient à prix d'or le passage de leurs fils à Malte pour que ceux-ci deviennent pages du grand maître ou d'autres dignitaires de l'Ordre. Après une période de noviciat de douze mois, les novices devenaient chevaliers en prononçant leurs vœux. Ils devaient alors faire leurs caravanes. Ces caravanes, au nombre de trois, (quatre au XVIIe siècle) duraient généralement six mois chacune et formaient entre vingt et trente chevaliers par galère.
Rapidement, la flotte de l'Ordre devient une sorte d'académie navale avant l'heure, de grande réputation, attirant des nobles de nationalités étrangères à l'Ordre comme des Russes ou des Suédois qui s'engageaient comme volontaires pour une durée de deux ou trois ans. C'est ainsi que de grandes personnalités navales ont été formées dans l'incubateur maritime de l'Ordre. Quand il fallut recréer une marine française pour affirmer la puissance maritime de la France, le cardinal de Richelieu choisit pour modèle la tradition navale de l'ordre de Saint-Jean de Jérusalem.

### L'Ordre et l'esclavage
« Bientôt on vit sortir des différents ports de l'île plusieurs petits bâtiments de différentes grandeurs, qui revenaient souvent avec des prises considérables, faites sur les corsaires infidèles » écrit l'historien de l'Ordre, Giacomo Bosio (1594-1602). Établis sur une île, ils n'ont pas d'autre moyen pour continuer le combat que d'aller sur mer et le combat naval permettait de se payer sur l'ennemi. Si des pirates infidèles sillonnaient les mers pour enlever des pèlerins, le prétexte était parfait pour justifier une guerre de course. Cette nouvelle activité de l'Ordre, le corso, va donner les moyens d'une nouvelle puissance aux Hospitaliers. La guerre de course, véritable colonne vertébrale du système économico-militaire des Hospitaliers, entretient le phénomène, d'une part à cause de la nécessité d'utiliser des esclaves pour la flotte militaire nécessitant de plus en plus de rameurs aux chiourmes, et d'autre part avec l'afflux de captifs musulmans quand les combats sont victorieux. Malte deviendra ainsi une véritable plaque tournante du marché des esclaves de l'Europe chrétienne,.
Dès le 16 juin 1798 (28 prairial an VI) Bonaparte prend un décret dans lequel il abolit l'esclavage à Malte, un des premières décisions de ce genre en Europe :
« Article 3. L'esclavage est aboli : tous les esclaves connus sous le nom de bonnivagli seront mis en liberté, et le contrat déshonorant pour l'espèce humaine qu'ils ont fait est détruit. »

### Puissance coloniale
Déjà au XVIe siècle, un Hospitalier, Nicolas Durand de Villegagnon commande la flotte de Gaspard II de Coligny qui colonisera la côte du Brésil sous le nom de France antarctique. Il donne son nom à l'ilha Serigipe dans la baie de Rio de Janeiro.
Au XVIIe siècle, lors de la colonisation française des Amériques ou des Antilles, parmi les colonisateurs ou les administrateurs figuraient des Hospitaliers de l'ordre de Saint-Jean de Jérusalem comme Aymar de Chaste, Isaac de Razilly en Acadie, Charles Jacques Huault de Montmagny au Québec ou Philippe de Longvilliers de Poincy aux Antilles. Ils participaient à la colonisation en tant que représentants du roi de France mais non comme membre de l'Ordre. Mais, de 1651 jusqu'en 1665, les Hospitaliers interviennent en leur nom comme colonisateur-administrateur aux Antilles.

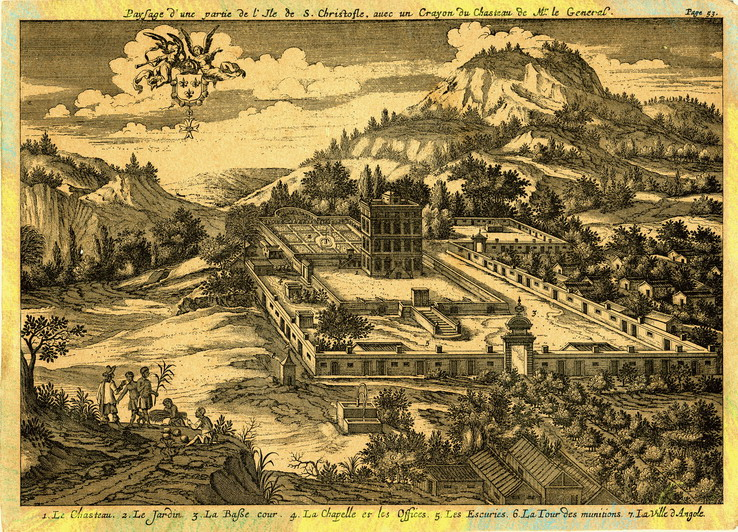
Château construit par Philippe de Longvilliers de Poincy sur sa plantation de La Grande Montagne.

Déjà en 1635, Razilly propose sans succès au grand maître Antoine de Paule d'établir un prieuré et des commanderies en Acadie. Philippe de Longvilliers de Poincy, qui avait servi sous les ordres de Razilly comme commandant de fort en Acadie, partageait les vues de son supérieur. Il est nommé gouverneur de la colonie de Saint-Christophe pour le compte de la compagnie des îles d'Amérique, avant d'être nommé lieutenant général pour les Caraïbes par Louis XIII en février 1639. Poincy va investir à titre personnel dans le développement de l'île et de sa plantation. Il charge en 1640 le huguenot François Levasseur de prendre possession de l'île de la Tortue. Son action est considérée comme trop indépendante de ses commanditaires. L'ordre des Hospitaliers lui reproche aussi d'utiliser les produits qu'il tire de sa commanderie française pour entretenir un train de vie non compatible avec celui d'un membre de l'ordre de Saint-Jean de Jérusalem. Il est finalement remplacé dans ses fonctions par Noël Patrocle de Thoisy le 25 février 1645. Toutefois, le 25 novembre 1645, Poincy s'oppose au débarquement de Thoisy à Saint-Christophe. Après de multiples péripéties, Poincy se fait livrer prisonnier Thoisy et le renvoie en France en 1647. Malgré l'appui des chevaliers de l'ordre de Saint-Jean de Jérusalem à la cour du Roi, Poincy doit payer 90 000 livres en dédommagement à Thoisy.
Resté à Saint-Christophe, Philippe de Longvilliers de Poincy établit en 1648 la première colonie européenne sur Saint-Barthélemy et envoie un renfort de 300 hommes sur Saint-Martin pour conforter la petite colonie française en parallèle au traité de Concordia qui a fixé la frontière entre les établissements français et néerlandais, traité toujours en vigueur aujourd'hui. Il fonde en 1650 une colonie sur Sainte-Croix.
En 1651, la compagnie des îles d'Amérique fait faillite et Poincy réussit à convaincre le grand maître de l'ordre de Saint-Jean de Jérusalem Jean-Paul de Lascaris-Castellar d'acheter les colonies de Saint-Christophe, Saint-Barthélemy, Saint-Martin et Sainte-Croix pour 120 000 écus. C'est Jacques de Souvré qui négocie l'accord qui sera confirmé en 1653 par le roi de France Louis XIV qui reste souverain des îles. Les Hospitaliers ont compétences temporelle et spirituelle sur leurs îles à la condition de ne nommer que des chevaliers des langues du royaume de France et fournir au roi 1 000 écus d'or chaque année anniversaire.
Philippe de Longvilliers de Poincy est confirmé dans sa charge de gouverneur mais l'Ordre nomme Charles Jacques Huault de Montmagny, ancien gouverneur de la Nouvelle-France, « général-proconsul » avec siège à Saint-Christophe avec mission de transférer au couvent général de l'Ordre les profits des colonies. Le précédent de Noël Patrocle de Thoisy, engage Montmagny à la prudence et quand il apprend que Poincy refuse de le reconnaître comme général-proconsul, il rentre en France. L'Ordre le renvoie en 1653 avec le titre de « lieutenant-gouverneur » et devant le refus réitéré de Poincy, Montmagny se retire à Cayonne attendant la mort de Poincy. Mais Montmagny meurt en 1657, trois ans avant Poincy.
L'ordre de Saint-Jean de Jérusalem nomme Charles de Sales, nouveau « lieutenant-gouverneur » de 1660 à 1664, qui se fait facilement accepter par les populations. Mais la situation est de plus en plus difficile : le traité signé par Poincy peu avant sa mort avec les Anglais et les Caraïbes dure peu ; les revenus que les Hospitaliers tirent de leurs colonies sont de peu de rendement. En 1660, l'Ordre doit toujours de l'argent à la France pour l'achat des îles. Colbert, très intéressé par le développement des colonies, fait pression sur les Hospitaliers pour récupérer leurs îles. L'ordre de Saint-Jean de Jérusalem, alors que Claude de Roux de Saint-Laurent est « lieutenant-gouverneur » en 1665, cède ses colonies antillaises à la toute nouvelle compagnie française des Indes occidentales, mettant ainsi fin à 14 ans de gestion coloniale.

### L'Ordre et la culture

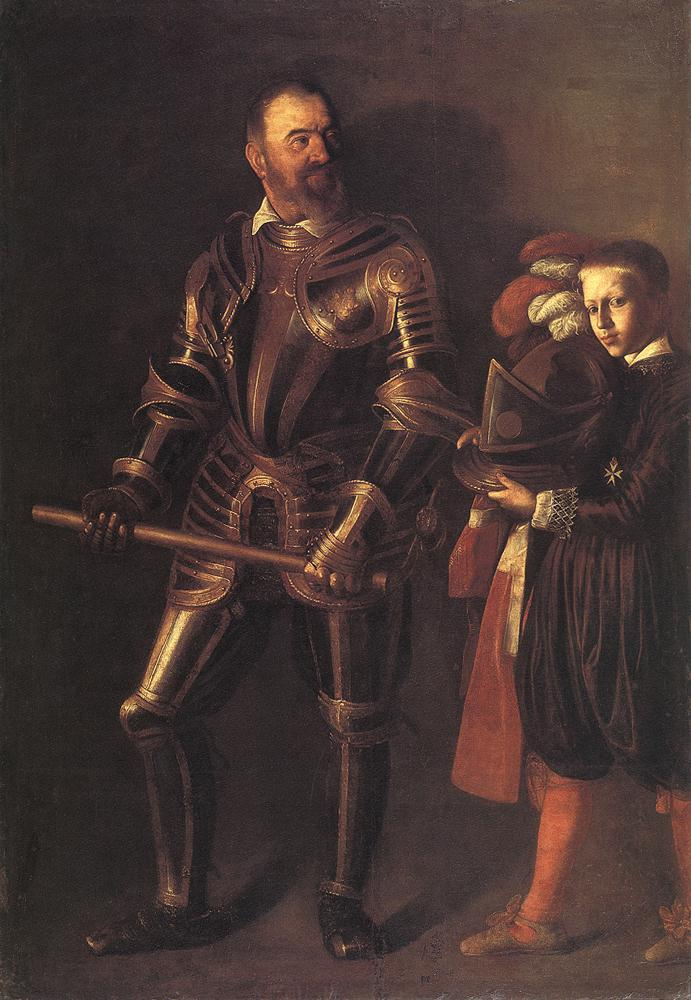
Portrait d'Alof de Wignacourt, 54e grand maître de l'Ordre, peint par Caravage, qui fut un éphémère chevalier de Malte.

Le rayonnement de l'ordre de Saint-Jean de Jérusalem fait de Malte, du XVIe au XVIIIe siècle, un lieu de rencontre et de raffinement où se croisèrent de nombreux artistes tel Le Caravage ou encore Mattia Preti.
De plus, l'Ordre accumule de très nombreux trésors baroques au XVIIIe siècle : on y trouve en particulier des tapisseries exécutées par les Gobelins entre 1708 et 1710.
La grande bibliothèque de Malte construite entre 1786 et 1796 selon les plans de Stefano Ittar, est inaugurée après le départ des Hospitaliers en 1812 par les Anglais. Elle recélait en 1798, 80 000 livres et toutes les archives de l'ordre de Saint-Jean de Jérusalem qui y sont encore.

### L'Ordre et la médecine
Du XVIe au XVIIIe siècle, les Hospitaliers vont développer de manière très importante les techniques de médecine et de chirurgie comme des éponges imbibées d'opium que les malades suçaient jusqu'à s'évanouir. Mais tout commence réellement avec l'Hospital de Jérusalem dès le XIIe siècle (les statuts de Roger de Moulins du 14 mars 1182 officialisent pour la première fois dans le personnel soignant de l'Ordre, des médecins et des chirurgiens), puis avec celui de Rhodes. En 1523 les Hospitaliers innovent dans la médecine d'urgence en créant le premier navire hôpital avec la caraque Santa Maria ; ils inventent les infirmeries de campagne sous des tentes afin de pouvoir soigner les militaires blessés durant la guerre contre le corsaire ottoman Dragut en 1550.
Parallèlement, entre 1530 et 1532, le grand maître Philippe de Villiers de L'Isle-Adam crée une « Commission de santé » composée de deux chevaliers et de trois notables et recrée un grand hôpital la Sacra Infermeria (la Sacrée Infirmerie) et une apothicairerie à Malte.
En 1595, une école de médecine est créée puis en 1676, c'est l'école d'anatomie et de chirurgie, puis l'école de pharmacie de Malte en 1671 et enfin en 1687, la bibliothèque médicale. Mais c'est en 1771 qu'est créée la célèbre université de médecine qui ajoutera au rayonnement des Hospitaliers dans toute la Méditerranéenne mais aussi dans tout le monde occidental ; en 1794, c'est la création de la chaire de dissection.
On peut également noter la création de l'école de mathématiques et des sciences nautiques au sein de l'université de Malte en 1782.